# 堀江由衣
堀江 由衣（ほりえ ゆい、1976年9月20日 - ）は、日本の女性声優、歌手。ヴィムス（事務所）とKING AMUSEMENT CREATIVE（レーベル）所属。声優ユニット・Aice5のメンバー。オフィシャルファンクラブ「黒ネコ同盟」副会長。
代表作に『ラブひな』（成瀬川なる）、『To Heart』（マルチ）、『フルーツバスケット』（本田透）、『DOG DAYS』（ミルヒオーレ・F・ビスコッティ）、『ペルソナ4』（里中千枝）、『とらドラ!』（櫛枝実乃梨）、『ゼロの使い魔』（シエスタ）、『リトルバスターズ!』（直枝理樹）、『ミス・モノクローム -The Animation-』（ミス・モノクローム）、『にゃんぼー!』（シロ）、『〈物語〉シリーズ』（羽川翼）、『魔法つかいプリキュア!』（リコ〈十六夜リコ〉 / キュアマジカル）などがある。

## 経歴
インタビューでは小学1年生の時に出会った友人が声優になる決定的なタイミングにも関わっていたと語るが、声優になったきっかけにテレビアニメ『ダーティペア』があり、その友人も一緒に熱中していた。そして堀江はユリ派、その友人はケイ派だったという。この友人は自分にとってかなりの重要人物で、自分のキーパーソンだという。
中高一貫して暗黒時代で、中学校時代はこの友人と一緒にバレーボール部に所属していたが凄く下手で、当時から体力がなく疲れやすかったためハードな部活は苦手で、毎日学校行くのが嫌になった。結局、ずっと「辞めたい」と思っていたが3年間続けていたという。高校時代は「もう二度と失敗はしまい」と思い帰宅部だったが、学校というところにいまいちなじめなかったという。一方、放課後は4時ぐらいにすぐ帰宅して、家でボ〜ッとしてドラマ、アニメの再放送を観たり本を読んでいたりしていた。
1995年に短大1年の頃、声優専門誌『ボイスアニメージュ』創刊号のオーディション参加募集広告を見て、アーツビジョンの特待生新人オーディションを受験。3000人以上の受験者の中から5名の特待生の1人に選抜される。その時もその友人と一緒に受けたという。友人が声優雑誌を持ってきてちょっと受けてみようかと言って2人で履歴書を書いたが、こうでもないとオーディションをひとりで受けるタイプではないので、今になって思えばよかったという。こうして、日本ナレーション演技研究所に特待生として入所。
1996年、文化放送『SOMETHING DREAMS マルチメディアカウントダウン』内で結成を企画された「ドリカンクラブ」の募集が開始された際、応募者3482名から22名に、さらに投票による15名のメンバーに選ばれ同グループの一員となり、シードで出場権を得たSME・声優オーディションでナムコ賞を受賞して、10月からは文化放送「斉藤一美のとんカツワイド」内に設けられたドリカンクラブのコーナー「とんカツファイト」に、冨永みーな、浅川悠らと共に出演。番組コーナーは翌年4月4日まで全27回放送されている。
1997年、ゲーム『ボイスファンタジア 失われたボイスパワー』のナスティ役で声優デビュー。また『フォトン』OVAシリーズ（1997年 - 1999年）で、アニメの初レギュラーとなった他、エンディングテーマも担当した。
1998年、『鉄コミュニケイション』のハルカ役でテレビアニメ初主演。同時に主題歌も担当し、ポニーキャニオンよりデビューシングル『my best friend』をリリース。
1999年に所属していたドリカンクラブの中から田村ゆかりと共に選抜され「やまとなでしこ」を結成。
1999年、ミックスメディア作品『To Heart』のマルチ役で人気を得る転機となり、2000年には、赤松健原作のテレビアニメ『ラブひな』のヒロイン・成瀬川なるを担当したことでブレイクを果たす。歌手方面では、2000年にレーベルをスターチャイルドに移籍し、1stアルバム『水たまりに映るセカイ』をリリース。
2001年、オフィシャルファンクラブ「黒ネコ同盟」が設立。
2002年1月26日から2月11日にかけてファーストツアーライブ『堀江由衣 First Live Tour』を開催。10月6日より文化放送系にてラジオ『堀江由衣の天使のたまご』が放送開始。
2005年、神田朱未・たかはし智秋・浅野真澄・木村まどかと共に「Aice5（アイス）」を結成。2007年9月20日に解散するが、2015年7月17日、メンバーの浅野が原作を担当しているテレビアニメ『それが声優!』への出演決定に伴い、再結成。
2006年、OYKT（古谷光男）・エルエル（柏田圭一）・Ma様（諏訪勝）・ゼメエル（今野要子）と共に「黒薔薇保存会」を結成。堀江は同ユニット内で「ユイエル」を名乗る。
2007年、長年所属していたアーツビジョンを脱退。フリーランスを経験したのち、11月1日からヴィムスに所属。
2008年8月31日、さいたまスーパーアリーナにて『Animelo Summer Live 2008 -Challenge-』に黒薔薇保存会として出場。2009年8月22日には『Animelo Summer Live 2009 -RE:BRIDGE-』に堀江由衣として出場する。さらに9月19・20日にツアーライブ『堀江由衣をめぐる冒険II』を声優としては4人目となる日本武道館で開催。
2010年、第4回声優アワードで助演女優賞を受賞。
2012年12月7日、ライブ映画『堀江由衣をめぐる冒険III 〜Secret Mission Tour〜 In Theater』が劇場公開。
2013年、自身がキャラクター原案を担当したテレビアニメ『ミス・モノクローム -The Animation-』が放送され、2015年には続編である第2期・3期が放送された。
2016年2月1日、キングレコード社内でのレーベル統合に伴い所属レーベルがキング・アミューズメント・クリエイティブ本部に移行する。2月6日より朝日放送・テレビ朝日系にて放送のアニメ『魔法つかいプリキュア!』で朝日奈みらい / キュアミラクル役の高橋李依と共にリコ / キュアマジカル役で主演を務め、エンディングテーマも担当。
2019年3月1日、『Love Destiny』が平成アニソン大賞声優ソング賞（2000年 - 2009年）に選出された。なお同賞ではユニット参加した『とらドラ!』第二期エンディング曲の『オレンジ』が「選考員泣きの1曲」に選定されたほか、『虹が架かるまでの話』が令和アニソン大賞令和3年声優ソング賞候補にノミネートされる。

## 特色

### 声優
産経ニュースの本間英士は堀江の声を「透明感のある、美しい声質が特長」としているが、2016年のインタビューにおいて本人は「すごく普通」と考えているといい、コンプレックスであると語っている。同インタビューで本間は「演じる役柄は幅広く、さらに『とらドラ!』や『ペルソナ4』で元気な女子を演じる一方、『リトルバスターズ!』の男子役や、『〈物語〉シリーズ』のような二面性のあるキャラクターもこなす」と評した。
grape編集部も堀江を「透明感がある可愛らしい声が特徴的」とし、「真っ直ぐな女性だけでなく、二面性のある女性を演じることもできる」ため、活躍の幅が広いと評している。
哲学者の稲岡大志は、声優の声はキャラクターの声を描写する媒体でありかつキャラクターの声そのものでもあるという二重性に特徴があるとの論考の具体例として、『さくら荘のペットな彼女』での龍之介とメイドちゃんという二役の演技で、堀江のパフォーマンスを題材に検討している。稲岡は同じ声優が違う声を出すというキャスティングの妙が生んでいる効果もあるが、それよりも堀江の演技の貢献の方が大だと述べようとしており、この別のキャラクターともいえるし同じキャラクターともいえる状況を堀江は上手く演じているとしている。
どこかで自分のことを声優でなくて「声優っぽい人」というようなどこかアマチュアっぽいと感じているが、声優の仕事はマイクさばきや、アニメのパクパクに合わせるなど、職人的な技術が多く要る世界だと思うので、声優としては職人でありたいという考え方をしている。その中で、役の感情に自分なりの味付けを乗せるなど、みなすごいことやってるなと思っている。声優としての目標は“美しい歯車になる”ことであり、プロとしての最高の仕事は演出監督や音響監督が思い描いたとおりの音世界を紡ぎ出すことであると思っており、そのためにはその作品の部品つまりできるだけ美しくて正確な歯車のひとつとなって、持てる力を出しながら演じることで作品全体がすばらしいものになるということを1番の目標としている。さらにはその作品の中で「由衣ちゃんが演じたからこそ、キャラクターがこんなに生き生きしているんだよね」っていわれるような声優になりたいとしている。
これまで原作の人気キャラクターを数多く担当しているが、そのキャラクターが人気なのはもともとの力が大きいためであるからで、それを担当した自分のせいでキャラクターが嫌われることになるのは嫌であるとし、アニメ化後もその人気キャラクターを皆が好きと言っていることについては、自分がもともとあった力を大きく損なわなくてよかったとしている。評論家の唐沢俊一によると、当初は可愛らしい声の役が多かったが、アニメのキャラクターに頼らず声の人気でトップ級の声優に登りつめたという。これはそれだけ固定したファンがいるということであり、後にいろいろな役をやるようになると、実力派の声優としての評価が固まりつつあったとしている。
前述の友人としていたアニメの声マネごっこやマンガの音読、演じた声をカセットテープに録音していたことは声優を目指すキッカケとなったが、これは芝居が好きだったというよりも、アニメの物語の中に入って、その世界に没頭するのが好きだったことから。そして『ダーティペア』の影響を受けてからは、将来の夢は探偵になって事件の謎解きをすることであった。ところが実際の探偵稼業との相違から、今度は思い描く像に近いだろうと、声優になることを考え始めたのであるが、友達にオーディションに誘われるまでは声優になる方法を知らないまま日々を過ごしていたという。このアニメのキャラクターになりきって友達と遊んでいた遊びが後に声優という職業の入り口になっているとしているが、ただし、これは本当に遊びで、しかも好きでよくやっていた『ダーティペア』の音読録音はあくまで探偵ごっことして、探偵アニメのキャラクターになりきるみたいな感じだったので、声優のまねというよりは探偵になりたいと、アニメに描かれている世界そのものに憧れていた感じで、これを同級生とずっと一緒にやっていた。当時はどちらの家にもビデオデッキがなかったので、お互いの僅かな記憶で録音し始めるから内容はメチャクチャであったがそれが楽しく、だんだん台本を起こしたり、エチュードのように雰囲気で適当に話を作ったり、オリジナルの話を作ってみたりしていたという。できあがったものは、みんなの前で発表はしない一方、あの子だけ誘ってみないかとやってるうちにだんだん人数が増えていったのであるが、基本的にはずっと2人でやっていた。その頃のテープは今も残しており、聴けるかどうかわからないが、一応は大事に取ってあるという。
こうして子供の頃のアニメの世界に入りこむ延長で始めたために、声優の仕事イコール演技だとはあまり考えずに業界に入ったので、初めはビックリすることが多かった上、同じオーディションで受かった子たちがすごくしっかりして見え、養成時代は置いてかれたらどうしようといつも不安であった。
基礎の発声練習をやっていた1年目から少しずつであるが仕事がはいっていた。しかしまだ現場で何が求められているのかがまずわからず、一生懸命やるがどの現場に行ってもできないことだらけでずっと足を引っ張っていたと思っており、本当に大変であったという。今でもとにかくやらなきゃいけない状況になっている中で、できるだけ良いものにしたいという気持ちと、人に迷惑をかけたくないというその2点だけでがんばってきたという。

### 歌手
歌手活動で一番嬉しいことは曲をリリースするタイミングでいつも感想を頂くことであるとしている。人前に立って歌うことには抵抗はあまりなかったほか、特にキャラクターソングであると作品のベールを1枚かけた状態なので、与えられたひとつの出来事として受け止め少し気楽な気持ちで挑めたという。ただしやはり客席が反応してくれたりノッてくれたりするのが本当にありがたく、それにだいぶ助けられてきたという。
一番思い入れのある楽曲として、初めて自分で作詞作曲もしたということで、他の曲よりも関わりが強い「YAHHO!!」を上げている。作詞は家では違うことに気を取られてしまってできないので電車の中などでの作業が多く、駅のホームでテープレコーダーを片手にコソコソやっていたこともある。
歌手業については、最初の頃「『だいたいこういう曲がいいと思うんですけどどうですか』と言われて、よくわからないまま『ハイ大丈夫です』と答えるような感じでしたが、少しずつ『どっちがいいですか』と言ってもらえるようになり、『こっちがいいです』と答えるうちに、だんだん意見も聞いてもらえ、そこからようやく歌を歌うことの意義が見えてきて、ある種やりがいを感じるようになった」というのが大きかったかもしれないという。
アニメのOPやED担当時には曲が作品の雰囲気が合っているか、この作品だからこそ、この曲という部分を大事にしている。
ライブも、もともとはあまり興味がなかったことから行ってはいなかったが、行うようになったきっかけは単純にライブDVDを観ると楽しいという感じでライブDVD鑑賞にハマった時期があり、自分のライブDVDを作りたいからライブをやる、という単純なきっかけであるが、そこからさらにいろいろ観始めるようになる。特に当時一番好きだったKAT-TUNの「海賊帆」が好きすぎて、いろんな人にこれいいから観てと配っては、何度か買い直して全部で6、7枚は買ったという。
催すライブが物語仕立てになっているのはネガティブな言い方をすると、歌やダンスからみんなの気を逸らしたかったという少し消極的な理由からで、声優であって歌もできないし、ダンスもできない自分に何ができるか考えた時、演技や声を含めた総合的な演出だったら、観客に楽しんでもらうことができるかもしれない、そこに物語という縦軸があると2時間もあるライブでも飽きずに見てもらえると考えた。『めぐる冒険』シリーズを開催するにあたり何よりも目指していたのは、そのような飽きさせずにライブを楽しんでもらえるかということで、そのために物語仕立てであったり総合力で見せることを選んだ。
ライブ楽曲の選び方もなかなか難しく、人気のある曲か、最新の曲に偏ってしまうのでもいいのかもしれないが、昔の曲や思い入れが少ない曲でも、魅せ方ひとつで思い出に残る曲になると思っていたのである。ところがライブに物語の要素を入れことで、自然とそれができるようになったので良かったという。
稲岡大志は堀江のライブ活動について「堀江由衣は堀江由衣であり続けつつも堀江由衣であることを隠すことによって堀江由衣であり続ける」という更なる逆説が導かれているとしている。
これまでは演奏はオケであったが、『文学少女倶楽部』からは生バンド演奏を採用。すると、バンドの生演奏が持っているパワーを改めて感じたことで、こういう方法でも楽しんでもらうことはできたんだ、違う正解もあったんだということに気付けたという。

## 人物
文房具のコレクションが趣味。家でボーッとすることも趣味にしている。
幼稚園ぐらいの頃に当時住んでいた家近くの神社でよく遊んでたのを覚えており、その頃は外でみんなで遊ぶことが多かったという。一方でひとりっ子で鍵っ子であったこともあり、小学校に上がってからはひとりでいる時間も多く、夕方は家に帰ってひとりで遊んでいた。
幼稚園の頃のはさすがに覚えてないが、当時は夕方のアニメが非常に多く放送されており、流行ってたものはまず観ていたし、小学校に入ってからもよく夕方に観ており、テレビがお友達という感じであったという。
アニメが大好きでアニメの声優がやることでこの業界に入ってきているので、アニメの声優は永遠の憧れとしてずっとやっていきたいとしているが、一方で、吹き替え、声優、ナレーション、歌など表現者として何でもできる人のことをとても尊敬しており、自分もそのようになりたいとしている。そして1つひとつの作品で、監督や音響監督等かかわってくる皆に満足してもらえるように結果を出したいというのは常に考えており、演技をするときは着ぐるみに入るみたいなイメージでいるが、最初はちょっとブカブカで扱いづらくても、回を重ねるごとにその扱い方や、そのキャラクターなりの動きなり表現の仕方がわかってくるみたいな感覚があるという。
読書が好きで、学生時代は図書委員で、図書新聞を作ったり、書架に重たい本を運んだり、結構忙しかったが、当時、人気があった吉本ばななの『TUGUMI』、田中芳樹の『銀河英雄伝説』が好きで、熱中して読んでいた。また『銀河英雄伝説』でお気に入りの登場人物はロイエンタールで、アニメ版で、ロイエンタール役を演じていた若本規夫に初めて出会った時は二重に嬉しかったという。
学生時代で得意な科目は国語、苦手な科目は体育と家庭科と英語を挙げている。
普段の心がけは、移動中や寝るときもマスクをして、喉を乾燥させたり風邪をひいたりしないように気をつけること。そして休日はなにもしたくない性格。仕事で外に出ることが多いので、休みの日は家から極力出ない。テレビや録画したビデオを見たり、雑誌を見たりと、何でもない時間に幸せを感じている。休みの日にコンビニエンスストアだけに行くために外出するのは負けだと思っているので、必要なものは休みの前日にコンビニに寄って必要なものを買っておく。基本家にいることが好きなため、家でとにかくのんびりゴロゴロしているのが癒されるとしている
。
実家暮らしで、普段料理などはやらない。なお、想い出の手料理として、中学生くらいの頃友達の家に泊まりにいった際に友達と夜中に作って食べた親子丼をあげている。
ライブ前にはおはぎを食する。ただし、間違えて大福を用意したこともある。
制服のコスチュームを利用することがあるが、前事務所所属時には着るのはNGとされていた。
もし広い庭のある豪邸に住めたら、シャンプー小屋を建てたいとしている。
自身の髪型は小学生時からロングであるが、これは何もしなくて楽であるからである。ただしアイドルの髪型は前髪があってボブカットにしている子がだいたい好みとしている。
肌の普段のケアは化粧水と美容液を使ったシンプルなケアをしており、日焼け止めは冬でも塗るようにしている。毎朝、グリーンスムージーを飲むことも欠かさず美味しくなるのでバナナを必ず入れている。ネイルはシンプルなデザインが好みで、フレンチネイルにすることが多いが、撮影の前やイベントやライブ前にも衣装に合わせて変えたりする。ファッションはガーリーのイメージが強いが、プライベートではシンプルなカジュアルファッションが多い。女性誌は「sweet（スウィート）」や「FUDGE（ファッジ）」を愛読。
柄物の洋服が好みである。ただし、放っておくと花柄やチェックのワンピースなど柄物ばかり買ってしまい、最終的に合わせられなくなるので気を付けている。
自分は人の意見がいいとそうだとすぐに変えられるタイプであるとしているが、仕事で譲れないところやこだわりとして、衣装であれば普段でもパンツスタイルのものは1つも持っていないので、衣装であっても着用しない他、二の腕が気になるためノースリーブも着用しない。
初恋は幼稚園のころで、好きな男性のタイプは心と身体が健康で、仕事を頑張っている人や自分があまりお洒落ではないので、部屋の家具選びなどにセンスがある人には憧れており、さらに理想はダメ出しをされたくないので自分の仕事のことを知らない人がよく、外見は一見チャラく見えるけど、実はきちんとしているみたいな人で服にはあまり興味ないけど何気ないお洒落ができる人が良いとしている。
一時期婚活をしようとしていたが、2015年からとあるアプリゲームのキャラクターにハマり、同じアプリゲームにハマった声優仲間と友達になるなど、以降は婚活そっちのけで自身は楽しい時間を過ごしているとしている。こうした推し活によって、家に缶バッジなど推しのグッズが大量発生し、以降収納に力を費やしている。昔から片付けで苦労してきているので、根本的になんとかしたいと思っている。
これは声優の職業病だなと思うのに「リアクションが大きい」ということがあり、小さい出来事にも「はっ?!」とか「な、何?!」と、ムダに大きくリアクションしており、これについてふと我に返った時にちょっと恥ずかしくなるという。
自身では理由はわかっていないが、浅野真澄など仕事仲間からは「すごくメンタルが強い」みたいなことをいわれている。

### 交友関係
人気声優としては謙虚で人見知りな性格の上、年下の後輩に敬称を付けることもある。そもそも後輩に対して自身は先輩という意識が非常に薄い。
井上麻里奈に強く憧れており、彼女が連載している『声優アニメディア』の「MariIro」・「Mariナビ」の大ファンで、毎月の連載を欠かさず見ている。また、連載をまとめた本『井上麻里奈 MariIro』が好きで、今後雑誌で井上に着てほしい服として「外国のモデルさんが着るようなラブリーな衣装」を挙げており、要望通り井上は『声優アニメディア』2016年4月号の「Mariナビ」企画にて着ている。また、両者が巻頭・巻末を飾った『Voice Actress』でのスペシャル対談にて、堀江の「（フォトブックの）第2弾楽しみにしています！」というコメントに対して、井上は「じゃあ公には出さず、堀江さんのためだけに作ります（笑）」と談笑を交えながら約束をしている。
他にも坂本真綾についても彼女のファンであることを公表していて、坂本の魅力は「全部」で「どんな役もすてきですし、お芝居しているところを見て、いつもすごい」と語るほかに、同じ服を探してコーディネートを真似たりする、ファンクラブの一期生として入会していることも広く知られるだけでなく、2017年10月1日に行われた坂本真綾のファンクラブイベントにもゲスト出演し、家に招かれ手料理食べたのをファンとして上り詰めたと語るなど、ファンエピソードに事欠かない。2018年にキューティーハニーの新作で共演することが決まった際のインタビューでも「夢じゃないの！？」と歓喜し、しかも坂本が演じるハニーを大好きだという親友役に起用されたことでうれしくてテンションが上がっていただけでなく、役に入りやすいとも述べている。
この他にはゲーム仲間といえる植田佳奈や藤田咲、生天目仁美、中原麻衣、同年代では仕事仲間の桑谷夏子、田中理恵、田村ゆかり、野川さくら、榎本温子、新谷良子、水樹奈々などの仲が特に知られるが、特にAice5のメンバー（神田朱未、浅野真澄、たかはし智秋、木村まどか）はそもそも堀江が自分と仲の良い人物を勧誘したものである。中でも浅野とはお互いの誕生日が近く、毎年一緒に食事に出掛けて祝いあったり、浅野の新婚旅行に同行したりといった仲である。

### 声優以外の活動
赤松健原作のアニメに多く出演しており、特に『ラブひな』で東大を目指すヒロインの声を担当したということで、東大の学園祭に呼ばれてイベントを行ったことがある。
東京ドームでのプロ野球公式戦（当時）日本ハムファイターズ戦で、アニメ『六門天外モンコレナイト』関連で、声優のサエキトモと始球式を務めたこともある。その際は両名専用のユニフォーム（背番号67）を着用した。この数字は堀江が同アニメで声を演じた役「柊六奈」の「六奈」（ろくな）から取ったものである（「ろくな」→「ろくなな」→「67」）。
『十兵衛ちゃん2 〜シベリア柳生の逆襲〜』で長濱博史が声の出演をしていた時には音響ブースに入って指示側に回った。そのため音響監督としてクレジットされている。
ユニット活動としては、「やまとなでしこ」、「Aice5」、「黒薔薇保存会」のほかに、angelaと一度だけ「horigela」を『STARCHILD DREAM in KOBE 2nd』にて組んだり、作品主体のものでは「運動部仲良し4人組」、「マホラ戦隊バカレンジャー」（共に『魔法先生ネギま!』）「瓶詰妖精#Bottle fairy」などでのCDリリースもある。

### 逸話
ファンの間で広く使われている愛称は「ほっちゃん」（先述）であるが、各番組のスタッフや共演声優から「堀江さん」や「由衣ちゃん」が多いという。なお、プライベートでも「ほっちゃん」と呼んでいるのは浅野真澄、井上喜久子など。
ほかに浅野が彼女の普段の行動をもとに名づけて『それが声優!』などを通して知られるようになった「ゆりえほい」も知られる。
特に1980年代半ば以降生まれた女性声優陣には憧れを抱かれる対象となっており、そして彼女の活躍に影響を受けてアニメ業界や芸能界に入った者は、声優では井口裕香や小松未可子や竹達彩奈などの他に芸能人では元AKB48の渡辺麻友や元乃木坂46の松村沙友理などが挙げられる。渡辺以外に堀江から影響を受けた48グループメンバーでは元SKE48の中西優香や古川愛李（現在はイラストレーター）などもいる。小澤亜李も気になる声優として名を挙げているほか、同じ事務所の優木かな、交友関係のある中川翔子も堀江をあこがれの人物と語っている。でんぱ組.incの相沢梨紗はすごく尊敬しているとし、ファンクラブ会員であった五十嵐裕美や
17才教の後輩である東山奈央も彼女のファンだという。

## 出演
太字はメインキャラクター。

### テレビアニメ
1998年
- アキハバラ電脳組（フランチェスカ、エノケン 他）
- 快傑蒸気探偵団 TV ANIMATION SERIES（ジーナ）
- COWBOY BEBOP（少女A）
- 鉄コミュニケイション（1998年 - 1999年、ハルカ、ミライ）
- 聖ルミナス女学院（リタ・フォード）
- 爆走兄弟レッツ&ゴー!! MAX（ケンジ〈2代目〉）
- Weiß kreuz（1998年 - 2002年、藤宮彩、少女） - 2シリーズ
- 魔術士オーフェン（フィエナ）
- ふしぎなメルモ（ブーちゃん）

1999年
- アークザラッド（リーザ）
- 週刊ストーリーランド（あかね）
- ToHeart（1999年 - 2004年、HMX-12マルチ、生徒、ねこ） - 2シリーズ
- バブルガムクライシス TOKYO 2040（ガラテア、少女ガラテア）
- 無限のリヴァイアス（ミシェル・ケイ）

2000年
- アルジェントソーマ（スー・ハリス）
- 臣士魔法劇場 リスキー☆セフティ（夏目鈴子）
- 銀装騎攻オーディアン（カロル・クウェイザー）
- Sci-Fi HARRY（キャサリン・チャップマン）
- 人造人間キカイダー THE ANIMATION（光明寺ミツコ）
- トラブルチョコレート（ミント）
- ラブひな（2000年 - 2001年、成瀬川なる） - 1シリーズ + 特別編2本
- 六門天外モンコレナイト（柊六奈）

2001年
- おじゃる丸（2001年 - 2022年、小アジ、猿、根津、うっちゃん）
- 機動天使エンジェリックレイヤー（藤森ひろみ）
- こみっくパーティー（マルチ）
- シスター・プリンセス シリーズ（2001年 - 2002年、咲耶） - 2シリーズ
- シャーマンキング（2001年 - 2002年、アイアンメイデン・ジャンヌ、リリー）
- 新白雪姫伝説プリーティア（美景 / 災妃・フェンリル / プリーティア・貴子）
- テイルズ オブ エターニア THE ANIMATION（コリーナ・ソルジェンテ）
- バビル2世（メイリン）
- フィギュア17 つばさ&ヒカル（茨城サクラ）
- フルーツバスケット（本田透）

2002年
- 朝霧の巫女（こま）
- アベノ橋魔法☆商店街（あみりゅん）
- 王ドロボウJING（ミラベル）
- Kanon（2002年 - 2007年、月宮あゆ） - 2シリーズ
- SAMURAI DEEPER KYO（椎名ゆや）
- スパイラル －推理の絆－（竹内理緒）
- ポケットモンスター（チヒロ）
- 陸上防衛隊まおちゃん（丸山シルヴィア、七瀬川ナナ）

2003年
- ウルトラマニアック（立石亜由）
- D.C. 〜ダ・カーポ〜（2003年 - 2005年、白河ことり） - 2シリーズ
- 探偵学園Q（木下さやか）
- ななか6/17（雨宮ゆり子）
- 瓶詰妖精（さらら）
- ポップンベリー シリーズ（2003年 - 2006年、メロリーナ） - 4シリーズ
- 魔探偵ロキRAGNAROK（大堂寺繭良）

2004年
- 絢爛舞踏祭 ザ・マーズ・デイブレイク（東原恵）
- 十兵衛ちゃん2 〜シベリア柳生の逆襲〜（菜ノ花自由） - 第10話・じいさん先生パートの音響監督も担当
- スクールランブル（2004年 - 2006年、沢近愛理、赤江ゆい / ドジビロンレッド、エーリ女王） - 2シリーズ
- それいけ!ズッコケ三人組（典子）
- 双恋（一条薫子）
- 勇午～交渉人～ 2nd Negotiation ロシア編（ナージェンカ）

2005年
- IGPX（ファンティーヌ・ヴァルジャン）
- うえきの法則（ペコル）
- AIR（女生徒B）
- ぱにぽにだっしゅ!（上原都）
- フタコイ オルタナティブ（一条薫子）
- 魔法先生ネギま!（2005年 - 2007年、佐々木まき絵） - 2シリーズ
- まほらば Heartful Days（茶ノ畑珠実）
- LOVELESS（銀華）

2006年
- いぬかみっ!（ようこ）
- 乙女はお姉さまに恋してる（宮小路瑞穂）
- かしまし 〜ガール・ミーツ・ガール〜（神泉やす菜）
- Canvas2 〜虹色のスケッチ〜（美容師）
- ゼロの使い魔（2006年 - 2012年、シエスタ） - 4シリーズ
- ハローキティ りんごの森のファンタジー
- まじめにふまじめ かいけつゾロリ（チェジュ）
- RAY THE ANIMATION（すみれ）

2007年
- アイドルマスター XENOGLOSSIA（萩原雪歩）
- がくえんゆーとぴあ まなびストレート!（天宮学美）
- シャイニング・ティアーズ・クロス・ウィンド（呉羽冬華〈クレハ〉）
- シュガーバニーズ（2007年 - 2009年、しろうさ） - 3シリーズ
- スカイガールズ（藤枝七恵）
- 素敵探偵ラビリンス（白蟲、マル、江藤真理子）
- D.C.II 〜ダ・カーポII〜（2007年 - 2008年、朝倉由夢） - 2シリーズ
- D.Gray-man（メイリン）
- 東京魔人學園剣風帖 龖（美里葵） - 2シリーズ
- ながされて藍蘭島（すず）
- ひぐらしのなく頃に解（羽入）
- ぼくらの（委員長）

2008年
- 一騎当千 シリーズ（2008年 - 2010年、孫権仲謀） - 2シリーズ
- ヴァンパイア騎士（黒主優姫） - 2シリーズ
- 屍姫 シリーズ（2008年 - 2009年、轟旗神佳、黒猫、理子） - 2シリーズ
- ドラえもん（テレビ朝日版第2期）（小原のぞみ）
- とらドラ!（2008年 - 2009年、櫛枝実乃梨）
- ドルアーガの塔（2008年 - 2009年、ファティナ） - 2シリーズ
- ヒャッコ（涼ヶ崎知恵）
- 我が家のお稲荷さま。（高上美夜子）

2009年
- 青い花（井汲京子）
- うみねこのなく頃に（右代宮真里亞）
- うみものがたり 〜あなたがいてくれたコト〜（ウリン）
- かなめも（西田はるか）
- けんぷファー（2009年 - 2011年、美嶋紅音、セップククロウサギ） - 2シリーズ
- 咲-Saki-（2009年 - 2014年、福路美穂子） - 3シリーズ
- 懺・さよなら絶望先生（丸内翔子） - 第7話のイラストも担当
- GA 芸術科アートデザインクラス（野崎奈三子〈ナミコさん〉）
- 夏のあらし!（山崎加奈子） - 2シリーズ
- 〈物語〉シリーズ（2009年 - 2019年、羽川翼 / ブラック羽川） - 9シリーズ
- ハヤテのごとく! シリーズ（2009年 - 2012年、ソニア・シャフルナーズ） - 2シリーズ
- ルパン三世VS名探偵コナン（ミラ王女）

2010年
- あそびにいくヨ!（ジェンス）
- オオカミさんと七人の仲間たち（桐木アリス）
- おとめ妖怪 ざくろ（鬼灯）
- ジュエルペット てぃんくる☆（セリーヌ〈ミリアのママ〉）
- テガミバチ（2010年 - 2011年、ロダ〈少女〉） - 2シリーズ
- ぬらりひょんの孫（2010年 - 2011年、雪女〈氷麗〉、雪麗） - 2シリーズ
- バトルスピリッツ 少年激覇ダン（セイル）
- はっけん たいけん だいすき!しまじろう（新幹線の声、恐竜の声） - 2シリーズ
- B型H系（竹下美春）
- FAIRY TAIL（2010年 - 2025年、シャルル、シャゴット） - 4シリーズ
- 迷い猫オーバーラン!（鳴子叶絵 / ななみ助手）

2011年
- アスタロッテのおもちゃ!（エフィ〈エルフレダ・ミルヤスドッティル〉）
- 快盗天使ツインエンジェル〜キュンキュン☆ときめきパラダイス!!〜（テスラ・ヴァイオレット〈取田テスラ〉）
- DOG DAYS（2011年 - 2015年、ミルヒオーレ・F・ビスコッティ、イレカエコダマ） - 3シリーズ
- ドラゴンクライシス!（マルガ）
- 日常（ナレーション）
- 猫神やおよろず（古宮柚子）
- Persona4 the ANIMATION（2011年 - 2014年、里中千枝、ラブリーン） - 2シリーズ
- ベン・トー（沢桔鏡）
- 放浪息子（末広安那）
- 輪るピングドラム（夏芽真砂子、エスメラルダ）

2012年
- あの夏で待ってる（貴月エミカ）
- あらしのよるに 〜ひみつのともだち〜（ミイ）
- AKB0048（2012年 - 2013年、6代目 柏木由紀） - 2シリーズ
- 神様はじめました（2012年 - 2015年、沼皇女、姫美子） - 2シリーズ
- 境界線上のホライゾンII（メアリ・スチュアート、傷有り）
- K（2012年 - 2015年、櫛名アンナ） - 2シリーズ
- これはゾンビですか? オブ・ザ・デッド（妄想ユー）
- さくら荘のペットな彼女（赤坂龍之介、メイドちゃん）
- シャイニング・ハーツ 〜幸せのパン〜（ルフィーナ）
- 新世界より（天野麗子）
- 戦国コレクション（劉備）
- バトルスピリッツ ソードアイズ（2012年 - 2013年、キザクラ・ククリ）
- パパのいうことを聞きなさい!（織田莱香）
- 武装神姫（アーク、アクアーク）
- マギ（2012年 - 2013年、ヤムライハ） - 2シリーズ
- モーレツ宇宙海賊（クーリエ）
- ゆるゆり シリーズ（2012年 - 2015年、赤座あかね） - 2シリーズ + 特別編
- リトルバスターズ!（2012年 - 2013年、直枝理樹） - 2シリーズ

2013年
- 革命機ヴァルヴレイヴ（七海リオン、皇子） - 2シリーズ
- 黒魔女さんが通る!!（メリュジーヌ〈過去〉）
- ゴールデンタイム（加賀香子）
- COPPELION（小津歌音）
- 最強銀河 究極ゼロ 〜バトルスピリッツ〜（2013年 - 2014年、明の明星のエリス）
- 戦姫絶唱シンフォギア シリーズ（2013年 - 2017年、セレナ・カデンツァヴナ・イヴ） - 2シリーズ
- 超次元ゲイム ネプテューヌ THE ANIMATION（ネプギア / パープルシスター）
- DD北斗の拳（2013年 - 2015年、ユリア、小さいばあさん、マミヤ） - 2シリーズ
- ミス・モノクローム -The Animation-（2013年 - 2015年、ミス・モノクローム、ゆい、キャトラ） - 3シリーズ
- ゆゆ式（松本頼子）

2014年
- うーさーのその日暮らし シリーズ（2014年 - 2015年、ミス・モノクローム、美女A） - 2シリーズ
- ガールフレンド（仮）（ミス・モノクローム）
- クロスアンジュ 天使と竜の輪舞（サラ）
- さばげぶっ!（佐倉江那）
- 少年ハリウッド シリーズ（2014年 - 2015年、風見紗夏香、ミス・モノクローム） - 2シリーズ
- ブラック・ブレット（天童木更）
- RAIL WARS!（飯田奈々）

2015年
- 青春×機関銃（矢島鼎）
- アブソリュート・デュオ（九十九朔夜）
- カードファイト!! ヴァンガードG（2015年 - 2018年、新導ミクル） - 4シリーズ
- 艦隊これくしょん -艦これ-（間宮）
- Classroom☆Crisis（小鳥遊カオルコ）
- 血液型くん! シリーズ（2015年 - 2016年、B型ちゃん、B型母、B型娘） - 3シリーズ
- 下ネタという概念が存在しない退屈な世界（鬼頭鼓修理）
- すべてがFになる THE PERFECT INSIDER（儀同世津子）
- それが声優!（堀江由衣）
- 旦那が何を言っているかわからない件 2スレ目（木村ユズ）
- 緋弾のアリアAA（夾竹桃）
- 放課後のプレアデス（エルナト）
- みんな集まれ!ファルコム学園SC（アリサ・ラインフォルト）

2016年
- この素晴らしい世界に祝福を!（2016年 - 2024年、ウィズ） - 3シリーズ
- Re:ゼロから始める異世界生活（2016年 - 2025年、フェリックス・アーガイル〈フェリス〉） - 5シリーズ / 2020年に第1期新編集版が放送
- 坂本ですが?（黒沼あいな）
- にゃんぼー!（2016年 - 2017年、シロ）
- 初恋モンスター（二階堂夏歩）
- ハンドレッド（シャーロット・ディマンディウス）
- 魔法つかいプリキュア!（2016年 - 2025年、リコ〈十六夜リコ〉 / キュアマジカル） - 2シリーズ

2017年
- TRICKSTER -江戸川乱歩「少年探偵団」より-（奥村文代）
- デジモンユニバース アプリモンスターズ（神楽坂いずみ）
- コンビニカレシ（飛鳥井愛姫）
- 異世界はスマートフォンとともに。（2017年 - 2023年、恋愛神 / 望月加恋） - 2シリーズ
- UQ HOLDER! 〜魔法先生ネギま!2〜（佐々木まき絵）
- 王様ゲーム The Animation（本多奈津子）
- 妹さえいればいい。（ヒルデ・レッドフィールド）

2018年
- バジリスク 〜桜花忍法帖〜（夜叉至）
- Cutie Honey Universe（秋夏子）
- メジャーセカンド（2018年 - 2020年、眉村道塁） - 2シリーズ
- 食戟のソーマ シリーズ（2018年 - 2020年、アン） - 3シリーズ
- ロード オブ ヴァーミリオン 紅蓮の王（一条樹理亜）
- 京都寺町三条のホームズ（宮下佐織）
- Phantom in the Twilight（シャー・リージャン）
- 俺が好きなのは妹だけど妹じゃない（咲耶）
- HUGっと!プリキュア（十六夜リコ / キュアマジカル）

2019年
- グリムノーツ The Animation（フェアリー・ゴッドマザー）
- 明治東亰恋伽（与謝野晶子）
- 今日もツノがある（2019年 - 2020年、ナレーション、効果音）
- ポプテピピック TVスペシャル 青龍ver.（ピピ美〈第13話Aパート〉）
- ぼくたちは勉強ができない（古橋静流） - 2シリーズ
- ダンベル何キロ持てる?（立花里美）
- カードファイト!! ヴァンガード（2019年 - 2020年、新導ミクル）
- ブンボーグ009（ブンボーグ001）
- アズールレーン（2019年 - 2020年、ベルファスト）
- キラッとプリ☆チャン（2019年 - 2020年、エリちゃん / 六本木エリカ）

2020年
- マギアレコード 魔法少女まどか☆マギカ外伝（2020年 - 2022年、八雲みたま） - 3シリーズ
- 僕のヒーローアカデミア（2020年 - 2024年、ラブラバ） - 2シリーズ
- 異世界かるてっと2（ウィズ）
- 社長、バトルの時間です!（ガイドさん）
- 白猫プロジェクト ZERO CHRONICLE（光の王アイリス）
- プリンセスコネクト!Re:Dive（2020年 - 2022年、サレン） - 2シリーズ
- 戦翼のシグルドリーヴァ（本庄・美智）
- ひぐらしのなく頃に業（2020年 - 2021年、羽入） - 2シリーズ
- おちこぼれフルーツタルト（小金乙）

2021年
- オルタンシア・サーガ（マリユス・カステレード / マリエル・レ・オルタンシア）
- 俺だけ入れる隠しダンジョン（オリヴィア、偽オリヴィア）
- アズールレーン びそくぜんしんっ!（ノースカロライナ、ベルファスト、ベルちゃん）
- ゾンビランドサガ リベンジ（駒子）
- シャドーハウス（2021年 - 2022年、アイリーン） - 2シリーズ
- SCARLET NEXUS（アラシ・スプリング）
- 現実主義勇者の王国再建記（2021年 - 2022年、エクセル・ウォルター） - 2シリーズ
- 平穏世代の韋駄天達（ポーラ）
- SHAMAN KING（2021年 - 2022年、アイアンメイデン・ジャンヌ）
- 戦乙女の食卓（AIちゃん）
- 最果てのパラディン（2021年 - 2023年、マリー） - 2シリーズ
- かぎなど（2021年 - 2022年、月宮あゆ、直枝理樹） - 2シリーズ
- 先輩がうざい後輩の話（桜井優人）

2022年
- 賢者の弟子を名乗る賢者（マリアナ）
- 怪人開発部の黒井津さん（日賀谷雄杜 / マギアズワルト）
- ダンス・ダンス・ダンスール（森真鶴）
- 最近雇ったメイドが怪しい（五条院つかさ）
- 陰の実力者になりたくて!（2022年 - 2023年、西野アカネ） - 2シリーズ
- 「艦これ」いつかあの海で（朝雲、山雲）

2023年
- ブルーロック（成早真昼）
- 鬼滅の刃（2023年 - 2024年、鎹鴉） - 2シリーズ
- この素晴らしい世界に爆焔を!（魔道具店の店主）
- 逃走中 グレートミッション（2023年 - 2025年、ミカ ルルーシュ、ウェンディ）
- 16bitセンセーション ANOTHER LAYER（上原メイ子）
- でこぼこ魔女の親子事情（ヒップ）

2024年
- 即死チートが最強すぎて、異世界のやつらがまるで相手にならないんですが。（賢者シオン）
- SHAMAN KING FLOWERS（アイアンメイデン・ジャンヌ）
- 異修羅（静かに歌うナスティーク）
- HIGHSPEED Étoile（ソフィア・B・時任）
- 怪異と乙女と神隠し（畦目真奈美）
- Lv2からチートだった元勇者候補のまったり異世界ライフ（ヒヤ）
- 2.5次元の誘惑（リリエル）
- 魔法使いになれなかった女の子の話（ミナミ＝スズキ）
- 甘神さんちの縁結び（2024年 - 2025年、月神宵深子）

2025年
- ニートくノ一となぜか同棲はじめました（葉月沙耶）
- 謎解きはディナーのあとで（くにニャン）
- ばっどがーる（小鞠まりあ）

### 劇場アニメ
1997年
- 劇場版 天地無用! 真夏のイヴ

1999年
- アキハバラ電脳組 2011年の夏休み（フランチェスカ、エノケン）

2000年
- ああっ女神さまっ（クロノ）
- 劇場版 六門天外モンコレナイト〜伝説のファイアドラゴン〜（柊六奈）
- ドラえもん のび太の太陽王伝説（少女）

2002年
- Piaキャロットへようこそ!! ～さやかの恋物語～（天野織江）

2006年
- 劇場版 どうぶつの森（あいちゃん）

2007年
- いぬかみっ! THE MOVIE 特命霊的捜査官・仮名史郎っ!（ようこ）

2008年
- クレヨンしんちゃん ちょー嵐を呼ぶ 金矛の勇者（マタ・タミ）
- 超劇場版ケロロ軍曹3 ケロロ対ケロロ天空大決戦であります!（ミルル）

2009年
- 映画ドラえもん 新・のび太の宇宙開拓史（モリーナ〈10歳〉）

2011年
- 劇場版 魔法先生ネギま! ANIME FINAL（佐々木まき絵）

2012年
- 劇場版 FAIRY TAIL 鳳凰の巫女（シャルル）

2013年
- 映画ドラえもん のび太のひみつ道具博物館（ジンジャー）

2014年
- 映画プリキュアシリーズ（2014年・2016年 - 2024年） - 8作品

（つむぎ） - 1作品
（十六夜リコ / キュアマジカル） - 7作品
- 劇場版 K MISSING KINGS（櫛名アンナ）
- スポチャン対決! 〜妖怪大決戦〜（マヤ）
- 劇場版 世界一初恋 〜横澤隆史の場合〜（桐嶋日和）
- モーレツ宇宙海賊 ABYSS OF HYPERSPACE -亜空の深淵-（クーリエ）

2016年
- 傷物語〈鉄血篇〉（2016年 - 2017年、羽川翼） - 3部作
- 劇場版 艦これ（間宮）

2017年
- 劇場版 FAIRY TAIL -DRAGON CRY-（シャルル）
- ノーゲーム・ノーライフ ゼロ（アズリール）

2018年
- K SEVEN STORIES Episode 5 メモリー・オブ・レッド 〜BURN〜（櫛名アンナ）

2019年
- 劇場版 誰ガ為のアルケミスト（ウロボロス）
- 映画 この素晴らしい世界に祝福を!紅伝説（ウィズ）

2020年
- モンスターストライク THE MOVIE ルシファー 絶望の夜明け（ビナー）
- HoneyWorks 10th Anniversary "LIP×LIP FILM×LIVE"（柴崎裕子）

2021年
- 劇場版 クドわふたー（直枝理樹）

2022年
- RE:cycle of the PENGUINDRUM（夏芽真砂子） - 前後編

2023年
- 劇場版 Re:STARS 〜未来へ繋ぐ2つのきらぼし〜（トワ）
- 傷物語 -こよみヴァンプ-（羽川翼）

### OVA
1997年
- フォトン（1997年 - 1999年、アウン・フレイヤ）

1999年
- ありさ☆GOOD LUCK（西崎ありさ）
- 快刀乱麻 THE ANIMATION（麗琳）
- 超神姫ダンガイザー3（1999年 - 2001年、ピクシス）
- 倒凶十将伝（1999年 - 2001年、空見高双葉） - 2作品
- To Heart（HMX-12マルチ）

2000年
- GRANDEEK〜外伝〜（ティーア・オルブライアント）

2001年
- ラブひな（成瀬川なる）

2002年
- カナリア 〜この想いを歌に乗せて〜（音羽まどか）
- Kanon（月宮あゆ） - DVD全巻購入特典
- DVDインタラクティブアニメーション 幻想魔伝 最遊記 -希望の罪過-（かさね）
- ラブひな Again（成瀬川なる）

2004年
- Re:キューティーハニー（如月ハニー / キューティーハニー）

2005年
- スクールランブルOVA 一学期補習（沢近愛理）
- Heart Fighters（HMX-12マルチ）

2006年
- Kanon PRELUDE（月宮あゆ）
- スカイガールズ（藤枝七恵）
- ネギま!? 春スペシャル!? / 夏スペシャル!?（佐々木まき絵）

2007年
- ひぐらしのなく頃に礼（羽入）

2008年
- シゴフミ（篠崎鈴音）
- スクールランブル 三学期（沢近愛理） - コミックス第21・22巻DVD付き初回限定版
- D.C.if 〜ダ・カーポ イフ〜（白河ことり）
- 魔法先生ネギま! 〜白き翼 ALA ALBA〜（佐々木まき絵）

2009年
- とらドラSOS!食いしん坊万々歳（グルメの実乃梨）
- ぱにぽにだっしゅ!（上原都）
- ハヤテのごとく!! アツがナツいぜ 水着編!（ソニア・シャフルナーズ）
- 魔法先生ネギま! 〜もうひとつの世界〜（佐々木まき絵）

2010年
- GA 芸術科アートデザインクラス（野崎奈三子〈ナミコさん〉）

2011年
- アスタロッテのおもちゃ! EX（エフィ〈エルフレダ・ミルヤスドッティル〉）
- あそびにいくヨ!おーぶいえーであそびきにました!!OVAすぺしゃる（ジェンス）
- かってに改蔵（美人で有名なクラス委員の山田さん）
- とらドラ！（櫛枝実乃梨）
- ひぐらしのなく頃に煌（羽入）
- FAIRY TAIL 〜ようこそ フェアリーヒルズ!!〜（シャルル）
- FAIRY TAIL 〜妖精学園 ヤンキー君とヤンキーちゃん〜（シャルル）

2012年
- シャイニング・ハーツ 〜幸せのパン〜 “ル・クール業務日誌”その4「ざんげの日」（ルフィーナ・ウィンダリア）
- 猫神やおよろず（古宮柚子）
- ぬらりひょんの孫（雪麗） - コミックス第24・25巻アニメDVD付予約限定版
- FAIRY TAIL 〜メモリーデイズ〜（シャルル）

2013年
- 暗殺教室（イリーナ・イェラビッチ） - ジャンプスーパーアニメツアー2013上映作品
- 神様はじめました（沼皇女） - コミックス16巻オリジナルアニメDVD付初回限定版
- 翠星のガルガンティア（ストーリア） - OVA第14話
- パパのいうことを聞きなさい!（2013年 - 2015年、織田莱香） - 小説13・18巻OVA付予約限定版

2014年
- エリートジャック!!（2014年 - 2016年、相川ユリア） - 『ちゃお』2014年9月 - 2016年2月号付属DVD
- 超次元ゲイム ネプテューヌ THE ANIMATION #13（ネプギア / パープルシスター） - Blu-ray/DVD第7巻に収録
- ミス・モノクローム -The Animation-（ミス・モノクローム） - 2作品
- みツわの（一ノ瀬舞依）
- ゆるゆり なちゅやちゅみ!（赤座あかね）
- リトルバスターズ! EX（直枝理樹）

2015年
- Classroom☆Crisis（小鳥遊カオルコ）
- DOG DAYS"（ミルヒオーレ・F・ビスコッティ）
- ニセコイ（マジカルティーチャーかなくらゆい） - コミックス21巻アニメDVD付予約限定版

2016年
- この素晴らしい世界に祝福を!（ウィズ） - 小説第9巻オリジナルアニメブルーレイ付き同梱版

2017年
- 初恋モンスター（二階堂夏歩） - 単行本第8巻アニメDVD付き特装版
- ゆゆ式 OVA「困らせたり、困らされたり」（松本頼子）

2018年
- テラフォーマーズ（サムライソード） - コミックス第21巻アニメDVD同梱版

2019年
- OVA 超次元ゲイム ネプテューヌ（2019年 - 2022年、ネプギア / パープルシスター） - 3シリーズ

2023年
- OVA アズールレーン Queen's Orders（ベルファスト）

2025年
- この素晴らしい世界に祝福を!3 ―BONUS STAGE―（ウィズ）

### Webアニメ
2000年代
- リーンの翼（2005年、エレボス）
- 化物語（2009年 - 2010年、羽川翼）

2010年代
- Double Circle（2013年、玉虫姫〈タマちゃん〉）
- 暦物語（2016年、羽川翼）
- たまぽんず（2017年、にゃました）
- 夢王国と眠れる100人の王子様 Short Stories（2017年、ゴーシュ）
- きび男子（2017年、もも、うらら）
- モンスターストライク（2018年 - 2019年、ビナー）

2020年代
- ドキドキ！ミニミニ！隠しダンジョン劇場（2021年、オリヴィア）
- みにヴぁん ら〜じ（2021年 - 2022年、新導ミクル、女性ファンたち） - 2シリーズ
- 人形学園（2022年、AIちゃん）
- イロナス（2022年、倉田和輝）
- Fate/Grand Order 藤丸立香はわからない（2023年、お竜さん）
- じゃんたま カン!!（2024年、七海礼奈）
- 新星ギャルバース（2025年、ZERO）

### ゲーム
1997年
- ボイスファンタジア 失われたボイスパワー（ナスティ） (Voice Fantasia) 
- ポリコギャル（千佳）

1998年
- エクソダスギルティー（スィー）
- 東京魔人學園剣風帖（美里葵）

1999年
- アキハバラでんのうばこ さん 〜ビリビリ祭りでわっしょい!!〜（フランチェスカ）
- アキハバラ電脳組パタPies!（フランチェスカ）
- Lの季節 〜A piece of memories〜（舞波優希）
- ゲートキーパーズ（少女B、女生徒A）
- グリントグリッター（トモコ）
- 西遊記（三蔵法師）
- 探偵 神宮寺三郎 灯火が消えぬ間に（松沢祥香）
- 着信メロディだもん（音声ガイド）
- ToHeart（HMX-12マルチ）
- ときめきメモリアルPOCKET・スポーツ編（宗像尚美）
- マジカルドロップF・大冒険もラクじゃない!（スター、猫）
- まぼろし月夜 〜月夜野綺譚〜（朝霧あやめ）
- 悠久幻想曲3 Perpetual Blue（フローネ・トリーティア）
- リトルラバーズ・シーソーゲーム（天方光）
- ワールドツアーコンダクター 〜世界夢紀行〜（杉浦彩）

2000年
- 青の6号 Antarctica（相模りん）
- エターナルアルカディア（ファイナ）
- 大宮京子のコンビ麻雀あわせうち with 「まぼろし月夜」キャラクターズ（朝霧あやめ）
- Kanon（月宮あゆ）
- キミにSteady（野沢ひなの） - PS版
- スキャンダル（和泉沙耶香）
- 東京魔人学園符咒封録（美里葵）
- ハートフルメモリーズ 〜Little Witch Parfait 2〜（ルティル・エル・サーレ）
- Sorcerous Stabber ORPHEN 魔術士オーフェン（ラン）
- 悠久組曲 All Star Project（フローネ・トリーティア）
- ラブひな シリーズ（成瀬川なる）
  - ラブひな 愛は言葉の中に
  - ラブひな2 〜言葉は粉雪のように〜
  - ラブひな 突然のエンゲージ・ハプニング

- 竜機伝承3 〜黄昏に導かれし者たち〜（パティ）

2001年
- プリズム・ハート（リーズ） - DC版
- EVE The Fatal Attraction（藤井ユカ）
- エクソダスギルティー・ネオス（スィー）
- エンジェリック・コンサート シリーズ（2001年 - 2004年、サフィ＝スィーニー） - 4作品
- グローランサーIII（ラミィ）
- シスター・プリンセス シリーズ（2001年 - 2003年、咲耶） - 5作品
- 私立鳳凰学園1年純愛組 美少女恋愛麻雀シリーズ2nd（利根村美玖）
- 仙界通録正史 〜TVアニメーション仙界伝封神演義より〜（碧雲）
- ZONE OF THE ENDERS Z.O.E（セルヴィス・クライン）
- ドキドキプリティリーグ Lovely Star（新野未来）
- ラブひなアドバンス 祝福の鐘はなるかな（成瀬川なる）
- ラブひな スマイル・アゲイン（成瀬川なる）

2002年
- AS〜エンジェリックセレナーデ（ステファ・ランクレー、熾天使セラフィ）
- シャーマンキング スピリット オブ シャーマンズ（アイアンメイデン・ジャンヌ）
- SAMURAI DEEPER KYO（椎名ゆや）
- DEAD OR ALIVE 3（ヒトミ）
- 東京魔人學園外法帖（美里藍）
- ビストロ・きゅーぴっと（ラベンダ・スウィート）
- 封神演義2（春雷、白鶴童子）

2003年
- RPGツクール2000サンプルゲーム 花嫁の冠（フローラ、ビビアン）
- EVE burst error PLUS（御堂真弥子）
- ヴィーナス&ブレイブス～魔女と女神と滅びの予言～（2003年、2011年、ミレッタ・マグウェリン）
- SAKURA 〜雪月華〜（草薙小雪）
- 式神の城II（結城小夜）
- シャーマンキング ソウルファイト（アイアンメイデン・ジャンヌ）
- D.C.P.S. 〜ダ・カーポ〜 プラスシチュエーション（白河ことり）
- デッド オア アライブ エクストリーム ビーチバレーボール（DEAD OR ALIVE XTREME BEACH VOLLEYBALL）（ヒトミ）
- ラブひなご〜じゃす チラッとハプニング!!（成瀬川なる）
- 陸上防衛隊まおちゃん（丸山シルヴィア）

2004年
- 九龍妖魔學園紀（雛川亜柚子）
- 新世紀エヴァンゲリオン 碇シンジ育成計画（最上アオイ）
- シャーマンキング ふんばりスピリッツ（アイアンメイデン・ジャンヌ、セイラーム・ミュンツァー）
- センチメンタルプレリュード（仁科あゆみ）
- DEAD OR ALIVE ULTIMATE (Dead or Alive Ultimate) （ヒトミ）
- 東京魔人學園外法帖血風録（美里藍）
- 双恋 シリーズ（2004年 - 2005年、一条薫子） - 3作品
- マグナカルタ（リース / アミラ）
- ラクガキ王国2 魔王城の戦い（パステル）

2005年
- アニマムンディ (Animamundi: Dark Alchemist)  終わりなき闇の舞踏（リリス・ザベリスク）
- GENJI（皆鶴姫）
- シャイニング・フォース ネオ（メリル）
- スクールランブル 姉さん事件です!（沢近愛理）
- スクールランブル ねる娘は育つ（沢近愛理）
- D.C. Four Seasons 〜ダ・カーポ〜 フォーシーズンズ（白河ことり）
- DEAD OR ALIVE 4 (Dead or Alive 4) （ヒトミ）
- 鋼の錬金術師3 神を継ぐ少女（ジャニス）
- 魔法先生ネギま! 1時間目 お子ちゃま先生は魔法使い!（佐々木まき絵）
- 魔法先生ネギま！ 2時間目 戦う乙女たち！ 麻帆良大運動会SP!（佐々木まき絵）
- 瓶詰妖精〜はる・なつ・あき・ふゆ せんせいさんと一緒〜（さらら）
- ラジアータ ストーリーズ（ナツメ）
- ランブルローズ（藍原誠 / ザ・ブラック・ベルト・デーモン）

2006年
- いぬかみっ! feat.Animation（ようこ）
- かしまし 〜ガール・ミーツ・ガール〜 「初めての夏物語。」（神泉やす菜）
- 機動戦士ガンダム クライマックスU.C.（エレン・ロシュフィル）
- スクールランブル二学期 恐怖の（?）夏合宿！ 洋館に幽霊現る!? お宝を巡って真っ向勝負!!!の巻（沢近愛理）
- ゼーガペイン XOR（ミオ・レディネス）
- DEAD OR ALIVE XTREME 2 (Dead or Alive Xtreme 2) （ヒトミ）
- ネギま!? 超 麻帆良大戦 かっとイ〜ン☆契約執行でちゃいますぅ（佐々木まき絵）
- ネギま!? 3時間目 恋と魔法と世界樹伝説！（佐々木まき絵）
- ブレイドダンサー 千年の約束（フェリス・リヒテル）
- 魔法先生ネギま！ 課外授業 乙女のドキドキ ビーチサイド（佐々木まき絵）
- みんなで鍛える全脳トレーニング（御蔵リサ）
- モンスターキングダム・ジュエルサモナー（エリシア）

2007年
- 妹るーと（水野ゆり）
- シャイニング・ウィンド（クレハ）
- ゼロの使い魔 小悪魔と春風の協奏曲（シエスタ）
- ゼロの使い魔 夢魔が紡ぐ夜風の幻想曲（シエスタ）
- ネギま!? 超麻帆良大戦チュウ チェックイ〜ン 全員集合!やっぱり温泉来ちゃいましたぁ（佐々木まき絵）
- ネギま!? どりーむたくてぃっく 夢見る乙女はプリンセス（佐々木まき絵）
- ネギま!? ネオ・パクティオーファイト!!（佐々木まき絵）
- ひぐらしデイブレイク改（羽入）
- ひぐらしのなく頃に祭（羽入、本編ナレーション）
- 武装神姫 BATTLE RONDO（ハイスピードトライク型MMS アーク）
- まなびストレート!キラキラ☆Happy Festa!（天宮学美）
- 名探偵エヴァンゲリオン（最上アオイ）
- Wonderland ONLINE（イリス）

2008年
- あけぶれ（瑠紫羽あけの）
- Lの季節2 invisible memories（舞波優希）
- ゼロの使い魔 迷子の終止符と幾千の交響曲（シエスタ）
- D.C.II P.S. 〜ダ・カーポII〜 プラスシチュエーション（朝倉由夢）
- 「っポイ!」 ひと夏の経験!?（一ノ瀬雛姫）
- ペルソナ4（里中千枝）

2009年
- 妹わいふ（水野ゆり）
- 電撃学園RPG Cross of Venus（櫛枝実乃梨）
- とらドラ・ポータブル!（櫛枝実乃梨）
- NUGA-CEL!（マヤ）
- ヒャッコ よろずや事件簿!（涼ヶ崎知恵）
- ラストバレット（響花梨）
- ルーンファクトリー3（ダリア）

2010年
- うみねこのなく頃に 〜魔女と推理の輪舞曲〜（右代宮真里亞）
- エルソード（レナ）
- Angelic Crest（ミーヤ）
- おねがいナイショにしてねKiss（山田恵）
- ガンダムアサルトサヴァイブ（エレン・ロシュフィル）
- ゲームブックDS アクエリアンエイジ Perpetual Period（鳴神美琴）
- 咲-Saki- Portable（福路美穂子）
- GA 芸術科アートデザインクラス- Slapstick WONDER LAND（野崎奈三子〈ナミコさん〉）
- シャイニング・ハーツ（ルフィーナ）
- D.C.I&II P.S.P. 〜ダ・カーポI&II〜 プラスシチュエーション ポータブル（白河ことり、朝倉由夢）
- DEAD OR ALIVE Paradise（ヒトミ）
- ぱすてるチャイムContinue（セレス・ルーブラン）
- 武装神姫 BATTLE MASTERS（ハイスピードライク型MMS アーク）
- ブレイズ・ユニオン（シスキア）
- もっとNUGA-CEL!（マヤ）
- 桃色大戦ぱいろん（姫花、セラフィー）

2011年
- ai sp@ce（月宮あゆ）
- AQUAPAZZA（HMX-12 マルチ）
- うみねこのなく頃に散 〜真実と幻想の夜想曲〜（右代宮真里亞）
- 快盗天使ツインエンジェル〜時とセカイの迷宮〜（テスラ・ヴァイオレット）
- セブンスドラゴン2020（アイテル、キャラメイクボイス）
- 超次元ゲイム ネプテューヌmk2（ネプギア / パープルシスター）
- つくものがたり（皆見遙香）
- DEAD OR ALIVE Dimensions（ヒトミ）
- 武装神姫 BATTLE MASTERS Mk.2（ハイスピードトライク型MMS アーク）
- FAIRY TAIL PORTABLE GUILD 2（シャルル）
- マジカ★マジカ（柄司せら）

2012年
- アイログ（一宮苺）
- いますぐお兄ちゃんに妹だっていいたい!（三谷良子）
- 乙女ぶれいく!（早乙女すぴか）
- ガールフレンド（仮）（ミス・モノクローム、真白透子）
- 神次元ゲイム ネプテューヌV（ネプギア / パープルシスター）
- ぎゃる☆がん（えころ） - PS3版
- きらめきスクールライフSP★the wonder years（藤林美帆）
- グラナド・エスパダ（エリーザ）
- ゲームでも、パパのいうことを聞きなさい!（織田菜香）
- この部室は帰宅しない部が占拠しました。ぽーたぶる（木滝恋子）
- シャイニング・ブレイド（トウカ）
- DEAD OR ALIVE 5（ヒトミ）
- ぬらりひょんの孫 〜千年魔京〜 ボイスコレクション（雪女〈氷麗〉）
- 化物語 ポータブル（羽川翼、ブラック羽川）
- ファンタジーアース ゼロ（プレイヤーボイス〈かわいい少女I〉）
- ファンタシースターオンライン2（スクナヒメ、ディール、女性追加ボイス他）
- FAIRY TAIL ゼレフ覚醒（シャルル）
- ペルソナ4 ザ・ゴールデン（里中千枝）
- ペルソナ4 ジ・アルティメット イン マヨナカアリーナ（里中千枝）
- 嫁コレ（櫛枝実乃梨、ローブ、ネプギア、加賀香子）
- ルビニアサーガ（女性用追加ボイス）

2013年
- 一騎当千 バーストファイト（孫権仲謀）
- 英雄伝説 閃の軌跡（アリサ・ラインフォルト）
- 鬼武者Soul（朝倉小少将、細川ガラシャ、松下りん 他）
- ガールズ×マジック（早瀬紫織）
- 神次元アイドル ネプテューヌPP（ネプギア）
- 境界線上のホライゾン PORTABLE（メアリ）
- Continent of the Ninth(C9)（ミスティック）
- Continent of the Ninth Seal(ミスティック）
- さくら荘のペットな彼女（赤坂龍之介）
- サモンナイト5（管理官さん）
- 神撃のバハムート（ティナ、シエスタ）
- スーパーロボット大戦UX（エレボス）
- 青春はじめました!（双葉千歳）
- セブンスドラゴン2020-II
- 超次次元ゲイム ネプテューヌRe;Birth1（ネプギア / パープルシスター）
- DEAD OR ALIVE 5 ULTIMATE（ヒトミ）
- ドラえもん のび太のひみつ道具博物館（ジンジャー）
- 姫奪!!デモンズサーガ（リリィ）
- Fighters Club（ファイターズクラブ）（レミー）
- ペルソナ4 ジ・アルティマックス ウルトラスープレックスホールド（里中千枝）
- LORD of VERMILION III（ジュリア）

2014年
- あかやあかしやあやかしの（朔）
- アンジュ・ヴィエルジュ 〜第2風紀委員 ガールズバトル〜（2014年 - 2015年、コードΣ61 エヴァ、穂住みすか、美伽・ブレイズダリク）
- 英雄伝説 閃の軌跡 II（アリサ・ラインフォルト）
- 学園K -Wonderful School Days-（櫛名アンナ）
- 神次次元ゲイム ネプテューヌRe;Birth3 V CENTURY（ネプギア / パープルシスター）
- 狩りとも（ミス・モノクローム）
- 艦隊これくしょん -艦これ-（朝雲、間宮、伊良湖、天城、山雲）
- クレヨンしんちゃん 嵐を呼ぶ カスカベ映画スターズ!
- グランブルーファンタジー（2014年 - 2024年、ティナ、クビラ、竜宮民）
- ゴールデンタイム Vivid Memories（加賀香子）
- ゴールドリベリオン（イセベル）
- JUDAS CODE（メイ・ヤソシマ）
- サウザンドメモリーズ（時運の幼魔ノルン、ニコル）
- 白猫プロジェクト（2014年 - 2020年、アイリス、キャトラ、ミス・モノクローム、ニエル、ウィズ）
- 神話帝国ソウルサークル（女神スセリヒメ、聖少女ジャンヌ・ダルク）
- チェインクロニクル（アリサ・ラインフォルト）
- 超ヒロイン戦記（テスラ・ヴァイオレット、シエスタ）
- 超次元アクション ネプテューヌU（ネプギア / パープルシスター）
- 超次次元ゲイム ネプテューヌRe;Birth2 SISTERS GENERATION（ネプギア / パープルシスター）
- 電撃文庫 FIGHTING CLIMAX（加賀香子）
- ファンタジーアース ゼロ（ボイス 強がりな少女）
- 封印勇者！マイン島と空の迷宮（射手イードロン）
- FAIRY TAIL BRAVE SAGA（シャルル）
- ぷよぷよテトリス（エス）
- ペーパーマン（MP9）
- ペルソナQ シャドウ オブ ザ ラビリンス（里中千枝）
- マギ 新たなる世界（ヤムライハ）
- マギ Dungeon & Magic（ヤムライハ）
- 魔女のニーナとツチクレの戦士（リリー）
- 落櫻散華抄（千桜院麗子）
- 流線系エンカウンター 2nd Season（ミーティア）

2015年
- あんさんぶるガールズ!（夢路まりあ）
- オルタンシア・サーガ -蒼の騎士団-（マリユス・カステレード）
- ガールフレンド（仮） きみと過ごす夏休み（ミス・モノクローム）
- ケイオスドラゴン 混沌戦争（ククル＝ナヌック・クラルラック）
- 学園K -Wonderful School Days- V Edition（櫛名アンナ）
- ぎゃる☆がん だぶるぴーす（えころ）
- 銀鍵のアルカディアトライブ（アアルザム・アハウ・クラーカシュ）
- クロスアンジュ 天使と竜の輪舞tr.（サラマンディーネ）
- 激次元タッグ ブラン+ネプテューヌVSゾンビ軍団（ネプギア）
- CHUNITHM NEW PLUS（ヴェルゼビュートネメシス
- 咲-Saki- 全国編（福路美穂子）
- ザクセスヘブン リベリオン（清香・メルキュール）
- 山海戦記（鬼谷子、李逵）
- 新次元ゲイム ネプテューヌVII（ネプギア / パープルシスター）
- STELLA GLOW（マリー）
- セブンスドラゴンIII code:VFD
- 戦国修羅SOUL（細川ガラシャ）
- 戦乱のサムライキングダム（後藤又兵衛）
- 蒼穹のスカイガレオン（ニケ、ラウラ・クリューガー、イザナミ）
- ダンジョンストライカー（レナ、カトリナ）
- 超次元大戦 ネプテューヌVSセガ・ハード・ガールズ 夢の合体スペシャル（ネプギア）
- Divina Cute（タマモノマエ）
- DEAD OR ALIVE 5 LAST ROUND（ヒトミ）
- 電撃文庫 FIGHTING CLIMAX IGNITION（加賀香子）
- 爆裂★協闘!! キズナXブレイブ（ユーナ）
- 初恋の歌（氷川恭子）
- ひぐらしのなく頃に粋（羽入）
- プリンセスコネクト!（佐々木咲恋）
- ブレイドアンドソウル（ジュリア）
- ペルソナ4 ダンシング・オールナイト（里中千枝）
- モンスターハンター フロンティアG（ハンターボイス）
- 夢王国と眠れる100人の王子様（ゴーシュ）
- ロイヤルフラッシュヒーローズ（ジーナ・ローランズ、エノール・ダンティオケ（iOS版））
- ワンド オブ フォーチュン R（ルル）

2016年
- あんさんぶるガールズ!!（夢路まりあ）
- アンジュ・ヴィエルジュ〜ガールズバトル〜（ネプギア）
- イノセントベイン（吉田あかり）
- 御城プロジェクト:RE（聚楽第、聚楽城、玉縄城、ヴァイジャヤンタ、昇平丸、[裏]聚楽第）
- OZ Chrono Chronicle（ドロシー）
- ガールフレンド（♪）（真白透子）
- 逆転オセロニア（2016年 - 2024年、天照大神、ビナー、ウィズ）
- クリスタルオブリユニオン（2016年 - 2018年、イスカンダル、ウロボロス）
- コエスタ2（神樹宙）
- サモンナイト6 失われた境界たち（ラディリア）
- 三国志大戦（第2期）（貂蝉、花鬘、甘夫人、孔融、趙娥）
- シノビナイトメア（カグヤ、ウロボロス）
- Shadowverse（スカイドラコ・エチカ、タイムレスウィッチ、ネクロアサシン、ゴブリンブレイカー・ティナ、フォックスランサー、プリンセス・ティナ、ミストリナ、暗黒の召喚士、不死鳥の女帝、ユヅキ、サレン、ミストリナ＆ベイリオン、ブリリアントフェアリー、カーリー、ブラッドロード・ユヅキ、ブルームウィッチ、セイクリッドシスター・ティナ、エチカ、陽だまりの邂逅、紅の仁義、輝ける剣撃、ミストリナの刃）
- 白猫テニス（アイリス、キャトラ）
- スクールガールストライカーズ（ノエル＝ジョーヌ・ベアール（愛称：ノエル））
- 世界樹の迷宮V 長き神話の果て（女性エディットボイス）
- 戦国乙女〜LEGEND BATTLE〜（千リキュウ）
- 戦国乙女〜天下無敵の乙女バトル〜（千リキュウ）
- 戦国修羅SOUL（ミス・モノクローム）
- 大攻城！三国x戦国クロスバトル（張飛）
- 誰ガ為のアルケミスト（ウロボロス・レガシー、リル、ビアンカ、ネロ）
- タワー オブ プリンセス（オデット）
- テイルズ オブ ベルセリア（テレサ・リナレス / 聖主アメノチ）
- DEAD OR ALIVE Xtreme 3（ヒトミ、アメノチ）
- ドラゴンズドグマ オンライン（女性ポーン）
- ドラゴンハンターcoop（女性カスタムボイス）
- ファントム オブ キル（2016年 - 2020年、カラドボルグ、ウロボロス、ウィズ、羽川翼）
- フェアリーテイル 極・魔法乱舞（シャルル）
- ボクシングエンジェル（絵理奈）
- マジガーーーーール!!!（清白桜）
- 魔法陣少女 ノブナガサーガ（ニュートン）
- 魔法図書館キュラレ（ナルキッソス）
- ミス・モノクローム Go!Go!スーパーアイドル（ミス・モノクローム）
- リア充はじめました（仮）（一ノ瀬小春）
- ワールドクロスサーガ -時と少女と鏡の扉-（レナ、クロノラ）
- 八月のシンデレラナインDMM GAMES版（鎌部千秋）

2017年
- パズルオブエンパイア（2017年 - 2018年、坂本龍馬、愛新覚羅ヌルハチ）
- 戦場のツインテール（ファニー）
- 四女神オンライン CYBER DIMENSION NEPTUNE（ネプギア）
- チェインクロニクル3（ウィズ）
- 崩壊3rd（戦艦AI/クロノストラベラー〈AI・ハイペリオンΛ〉）
- ぎゃる☆がん だぶるぴーす ばいりんぎゃる（えころ）
- スーパーロボット大戦V（サラマンディーネ）
- ワンド オブ フォーチュン2 〜時空に沈む黙示録〜（ルル）
- ファタモルガーナの館 -COLLECTED EDITION-（マリーア）
- プリキュア つながるぱずるん（十六夜リコ / キュアマジカル）
- Re:ゼロから始める異世界生活 -DEATH OR KISS-（フェリックス・アーガイル）
- ラピクロ（女性プレイヤーボイス）
- 超ダメージ姫さま（イーリス）
- さんぽけ〜三国志大戦ぽけっと〜（貂蝉）
- 黒騎士と白の魔王（アマテラス）
- Song of Memories（若槻悠乃）
- ルナプリ from 天使帝國（サクラ）
- LORD of VERMILION IV（一条樹里亜）
- 陰陽師 (ゲーム)（猫又）
- 乖離性ミリオンアーサー（アリアンロッド）
- モンスターストライク（2017年 - 2022年、羽川翼、ビナー、ラブラバ、フェリス、アイアンメイデン・ジャンヌ）
- 編隊少女 -フォーメーションガールズ-（イヴァンナ）
- マギアレコード 魔法少女まどか☆マギカ外伝（2017年 - 2022年、八雲みたま、タルト、羽川翼）
- リネージュ2 レボリューション（エリカ）
- 新次元ゲイム ネプテューヌVIIR（ネプギア / パープルシスター）
- 三国志炎舞 〜王様の物語〜（関羽、孫策）
- この素晴らしい世界に祝福を! -この欲深いゲームに審判を!-（ウィズ）
- ミラクルニキ（ブランシェ）
- アズールレーン（2017年 - 2019年、ベルファスト、ノースカロライナ、ネプギア） - 2作品
- 侵攻のオトメギアス（エイミー、シャルロッテ、ローナ）
- 英雄伝説 暁の軌跡（アリサ・ラインフォルト）
- 英雄伝説 閃の軌跡III（アリサ・ラインフォルト）
- アルテイルクロニクル（メリザナ、ユーナ）
- DEAD OR ALIVE Xtreme Venus Vacation（ヒトミ）
- エターナルリンケージ 〜蒼穹のアムネシア〜（メリッサ）
- デスティニーチャイルド（アシュトレス）
- アルケミアストーリー（マナ）
- メギド72（2017年 - 2023年、サルガタナス）
- きららファンタジア（2017年 - 2019年、松本頼子、野崎奈三子）
- グリムノーツ（フェアリー・ゴッドマザー、シャドウ・ゴッドマザー）
- かんぱに☆ガールズ（2017年 - 2018年、シャルロット・デオン、ウィズ、フェリックス・アーガイル）

2018年
- 幻想神域R（玉藻前）
- 装甲娘（コウヤマ アンリ）
- ORDINAL STRATA -オーディナル ストラータ-（レスティア）
- 戦国アスカZERO（2018年 - 2020年、フェリス、千リキュウ、ウィズ、山崎丞）
- 戦姫絶唱シンフォギアXD UNLIMITED（2018年 - 2020年、セレナ・カデンツァヴナ・イヴ）
- オーディンクラウン（アシュロット）
- SHOWMAKER（ミス・モノクローム）
- プリンセスコネクト!Re:Dive（2018年 - 2023年、サレン / 佐々木咲恋）
- ネギマテ UQ HOLDER! 〜魔法先生ネギま!2〜（佐々木まき絵）
- スーパーロボット大戦X（サラマンディーネ）
- 決戦!平安京（猫又）
- 三国BASSA!!（荀イク）
- 神無月（聖姫）
- BLAZBLUE CROSS TAG BATTLE（里中千枝）
- World of Warships（ベルファスト）
- ヴァイタルギア（シャルテーゼ、オウカ）
- Fate/Grand Order（2018年 - 2023年、お竜さん、シャルロット・コルデー）
- ファンタジーライフ オンライン
- ドールズフロントライン（スプリングフィールド、コリブリ）
- ブラウンダスト（ジェニス）
- 〈物語〉シリーズ ぷくぷく（羽川翼 / ブラック羽川）
- ファイブキングダム -偽りの王国-（クロエ）
- マチガイブレイカー（オブリビオン、ケットシー）
- 英雄伝説 閃の軌跡IV -THE END OF SAGA-（アリサ・ラインフォルト）
- ペルソナQ2 ニュー シネマ ラビリンス（里中千枝）
- ぷよぷよ!!クエスト（里中千枝）

2019年
- 47 HEROINES（河越留美）
- キャサリン・フルボディ（キャサリン〈わがままシスター〉）
- DEAD OR ALIVE 6（ヒトミ）
- ホップステップジャンパーズ（再生のエルツティナ）
- この素晴らしい世界に祝福を!〜希望の迷宮と集いし冒険者たち〜（ウィズ）
- ワンダーグラビティ 〜ピノと重力使い〜（ナサ）
- ラングリッサー モバイル（シェリー、フレア）
- ファンタシースターオンライン2 es（スカルソーサラー、リヒターフェリス、スクナヒメ）
- 永遠の七日（麗）
- D.C.4 〜ダ・カーポ4〜（KotoRI）
- 蒼藍の誓い ブルーオース（ブルックリン、フューリアス）
- ドラゴンクエストXI 過ぎ去りし時を求めて S（シャール、ぱふぱふ娘〈エドゥリス〉） - 2作品
- 蒼天のスカイガレオン（ニケ、ラウラ・クリューガー、イザナミ）
- ガールズ X バトル 2（李儒、ドラキュラ、ガブリエル）
- Project NOAH - プロジェクト・ノア -（ルチア・オリーヴェ）
- ガール・カフェ・ガン（アイリーン・ホワイト）
- 社長、バトルの時間です!（ガイドさん）
- アークオーダー（ディオニソス）
- Epic Seven -エピックセブン-（セシリア）
- ビーナスイレブンびびっど！（実愛ちよ）
- 東方キャノンボール（東風谷早苗）

2020年
- ファイアーエムブレム ヒーローズ（2020年 - 2025年、プルメリア）
- サンクタス戦記-GYEE-（シュガー）
- World of Warships:Legends（ベルファスト）
- スーパーロボット大戦X-Ω（サラマンディーネ）
- この素晴らしい世界に祝福を! ファンタスティックデイズ（ウィズ）
- Nintendo Switch版『Dragon Marked For Death』Ver.3.0.0（巫女）
- キングダムオブヒーロー（ヴィヴィアン）
- 装甲娘 ミゼレムクライシス（ヴァンパイアキャット）
- 姫麻雀（リディア・シルバー、鬼谷如子）
- 共闘ことばRPG コトダマン（2020年 - 2024年、コルダー、フェリス、里中千枝、ビナー、羽川翼 / ブラック羽川、ニードタブー、ウィズ）
- ラストオリジン（シラユリ）
- AFK アリーナ（ベリンダ、グウィネス）
- 英雄伝説 創の軌跡（アリサ・ラインフォルト）
- この素晴らしい世界に祝福を!〜この欲望の衣装に寵愛を!〜（ウィズ）
- レッド: プライドオブエデン（エイプリル）
- ステラクロニクル（神巫女）
- FAIRY TAIL（シャルル）
- SINoALICE -シノアリス-（羽入）
- ひぐらしのなく頃に 命（羽入）
- Re:ゼロから始める異世界生活 Lost in Memories（フェリス）
- ファイナルギア -重装戦姫-（ホイットニー、ルビー）
- ポルト・ミラージュ（リリー、デイジー）
- ポコロンダンジョンズ（ウィズ）
- 妖怪ウォッチ ぷにぷに（2020年 - 2024年、ビナー、アイアンメイデン・ジャンヌ、ウィズ）
- HoneyWorks Premium Live（パンミィ）
- 三国志名将伝（黄月英）
- 一騎当千 エクストラバースト（【購買部の天使】お姉さん）
- ぷよぷよテトリス2（エス）
- ぷよぷよ!!クエスト（2020年 - 2021年、エス、フェリス）
- Go!Go!5次元GAME ネプテューヌ re★Verse（ネプギア / パープルシスター）

2021年
- パズル&ドラゴンズ（羽川翼）
- うみねこのなく頃に咲 〜猫箱と夢想の交響曲〜（右代宮真里亞）
- Re:ゼロから始める異世界生活 偽りの王選候補（フェリス）
- ぎゃる☆がん りたーんず（えころ）
- オルタンシア・サーガR（マリユス・カステレード）
- D.C.4 Fortunate Departures 〜ダ・カーポ4〜 フォーチュネイトデパーチャーズ（KotoRI）
- アークナイツ（スルト）
- FAIRY TAIL ギルドマスターズ（シャルル）
- 八月のシンデレラナイン（鎌部千秋）
- ブラック・サージナイト（羽黒）
- 雀魂 -じゃんたま-（2021年 - 2023年、七海礼奈、セイラン、福路美穂子）
- 白夜極光（バーバラ、ゾーヤ）
- フィギュアストーリー（和絵）
- SCARLET NEXUS（アラシ・スプリング）
- 少女廻戦（曹操）
- パズルガールズ（ゼーフント）
- 終末のアーカーシャ（イヴェンチュア）
- ドラゴンとガールズ交響曲（ヘラクレス、ベートーヴェン、パンドラ）
- クッキーラン: キングダム（コットン味クッキー）
- 永遠の7日 終わりなき始まり（麗）
- ガーディアンテイルズ（ミヤ）
- IdentityV 第五人格（少女、アリス）
- 一騎当千 エクストラバースト ホーリーナイトガチャVol.1（【聖夜の天使】お姉さん）
- ニーア リィンカーネーション [NieR Re[in]carnation]（黒いママ）

2022年
- テイルズ オブ ザ レイズ（テレサ・リナレス）
- 東方ダンマクカグラ（茨木華扇）
- 白猫GOLF（アイリス）
- プリコネ！グランドマスターズ（サレン）
- 超次元ゲイム ネプテューヌ Sisters vs Sisters（ネプギア / パープルシスター）
- セブンズストーリー（月宮あゆ、アラクネ）
- この素晴らしい世界に祝福を！〜呪いの遺物と惑いし冒険者たち〜（ウィズ）
- 放置少女（静御前）
- ワールドフリッパー（イリノア）
- メメントモリ（フレイシア）
- 勝利の女神:NIKKE（ミランダ、メイデン）
- アナザーエデン 時空を超える猫（エヴァ）
- 原神（ファルザン）
- カウンターサイド（ジェイナ・クロペル、リプレイサー･クイーン）

2023年
- 天空のアムネジア（呂布）
- ブルーアーカイブ -Blue Archive-（蒼森ミネ）
- ドラゴンクエストX 天星の英雄たち オンライン（キュルル）
- ルーンファクトリー3スペシャル（ダリア）
- 麻雀格闘倶楽部Sp（福路美穂子、アリス）
- Kanon（月宮あゆ） - Switch版
- アルケランド（未来王、ウツセミ、スージー&スーザン）
- PUBG MOBILE（ボイスカードA・B）
- 超探偵事件簿 レインコード（プッチー＝ラヴミン）
- スノウブレイク：禁域降臨（エンヤ・マーフィー）
- クライマキナ/CRYMACHINA（ノエイン）
- 超次元ゲイム ネプテューヌ GameMaker R:Evolution（ネプギア / パープルシスター）
- ウマ娘 プリティーダービー（佐岳メイ）
- デュエル・マスターズ プレイス（ウィズ）
- アスタータタリクス（アルハン）
- 英傑大戦 六極の煌剣（九天）
- スカイフォートレス-オデッセイ（ネビュラ）

2024年
- ドラゴンクエストX 未来への扉とまどろみの少女 オンライン（キュルル）
- キュービックスターズ（ビナー）
- カルドアンシェル（えころ）
- HIGHSPEED Étoile Paddock Stories（ソフィア・B・時任）
- フェスティバトル（アイリス）
- 白猫プロジェクト NEW WORLD'S（キャトラ）
- ポーカーチェイス（飴鈴姫奈）
- リアル脱出ゲーム『謎物語』（羽川翼）
- エンバーストーリア（シーリーン）

2025年
- セガNET麻雀 MJ（福路美穂子）
- ポケット麻雀（我妻アイナ）
- 護縁（ジュリア）
- 星の翼（「嘆きの魔竜」ライン）
- AFK：ジャーニー（エレナ姫、ティスニア）
- エターナルツリー：新生（シスイ、ネヴィリル・ロザピス）

### ドラマCD
1997年
- フォトン「のドラマその1 - 2」（アウン・フレイヤ）

1998年
- MPD-PSYCHO サイコ サウンド・ストーリー（天野琴美）
- 渦動破壊者ヴォルテックス・ブラスター 001 - 003（マルレーム）
- 銀河パトロールレンズマン vol1 - 3（セシル）
- 聖ルミナス女学院(1) オーディオドラマ スクール・デイズ（リタ・フォード）
- 花咲きKomachi-Girls（春木桃子）
- Weiß kreuz Dramatic Collection II ENDLESS RAIN（藤宮彩）
- デスクトップのメイドさん＜ドラマＣＤ〜House Keeping Operation〜＞（M.I.R.I）

1999年
- アキハバラ電脳組 ドラマシアター Dennohgumi 2010・夏 / 2010・秋 / 2011・春（フランチェスカ、西船橋ちあき、サユリ）
- エクソダスギルティー CDドラマコレクション（スィー）
- Lの季節 A piece of memories 〜Drama CD〜（舞波優希）
- 風の歌 星の道 1・2（レティシア）
- Club Rie-Rie #1（由衣ちゃん）
- クレセントノイズ Vol.2・3（神楽弥生）
- サウンドストーリー GRANDEEK 完全版（ティーア・オルブライアント）
- 声優刑事 Vol.1 - 3（宇佐美マコ）
- 超神姫ダンガイザー3（ピクシス）
- 超鉄大帝テスラ オーディオドラマ（来栖原離火）
- 倒凶十将伝シリーズ（空見高双葉、ナレーション）
- 東京魔人学園退魔陣 第壱 - 参巻（美里藍）
- 東京魔人学園退魔陣詩篇〜桜月夜（美里藍）
- 東京魔人学園月紅伝詩篇〜雪街（美里藍）
- To Heart Piece of Heart（HMX-12マルチ）
- Weiß kreuz Dramatic Precious 1st - Final stage（藤宮彩）
- 悠久幻想曲3 Perpetual Blue プレリリース（フローネ・トリーティア）

2000年
- 藍より青し 音絵巻/電脳絵巻（水無月妙子）
- クーデルカ（クーデルカ・イアサント）
- ゲートキーパーズ 地球防衛外伝2「平和の歌を守り抜け!」（キャナリ）
- 仙界伝封神演義 外伝（碧雲）
- 東京魔人学園月紅伝 前編 / 後編（美里藍）
- トラブルチョコレートウィルス 〈L〉 / 〈E〉 / 〈B〉（アール）
- 無限のリヴァイアス Sound Edition2 リヴァイアスのかけら（ミシェル・ケイ）
- 悠久音楽祭 〜エンフィールドからシープクエストへ〜 ドラマ編（フローネ・トリーティア）
- 悠久幻想曲 3 Perpetual Blue ドラマCD（フローネ・トリーティア）
- ラブひな コミックスイメージアルバム（成瀬川なる）

2001年
- 藍より青し 歌絵巻（水無月妙子）
- アルジェントソーマ「ザッツ・フューネラル」（スー・ハリス）
- エターナルアルカディア Vol.1 - 3（ファイナ）
- カナリア 〜この想いを歌に乗せて〜 Vol.1・ 2（音羽かえで）
- Kanon 〜カノン〜VOL.3 - 5（月宮あゆ）
- きらきら馨る もうすぐ入内篇 一 - 三（沙桐）
- クロノクルセイド3 始まりの時間（フィオレ）
- 公認アンソロジードラマCD Kanon 〜カノン〜 プロローグ・美坂栞 約束をしたこと  / 沢渡真琴 空の名前  / 川澄舞 いつか見た夢  / 水瀬名雪 七年目の雪  /  風の辿り着く場所（月宮あゆ）
- コールド・ゲヘナ（アイス・フェイ）
- 新白雪姫伝説プリーティア 銀盤劇場「お母さんの花が消えた日」（美景）
- スパイラル 〜推理の絆〜 もうパズルなんて解かない（竹内理緒）
- っポイ!シリーズ（一ノ瀬雛姫）
- Tales of Eternia THE ANIMATION ドラマ&BGMアルバム「ラスト・サマー」（コリーナ・ソルジェンテ）
- Prologue of Sister Princess 〜Dear My Brother〜（咲耶）

2002年
- EME mission1 - 3（桧絵馬茜） - 『ドラゴンマガジン』応募者全員サービス
- 永遠の野原 第一 - 三巻（田中真理子）
- グローランサーIII The Missing Memory（ラミィ）
- 式神の城 ver1.62 第六世界英雄録（結城小夜）
- シスター・プリンセス 〜お兄ちゃん大好き〜 Sweet Good Night Part2 / My Life Wish PART2 / Dream of you PART2（咲耶）
- 月陽炎〜つきかげろう〜 Vol.1 - 5（萩津沙織里）
- 月と闇の戦記（村西結宇）
- 東京魔人學園外法帖 陽炎（美里藍）
- 東京魔人學園妖鬼譚 前篇 / 後篇（美里藍）
- ななか6/17 VOL.1 - 3（霧里七華）
- ワイルドアームズ セカンドイグニッション オリジナルドラマ（マリアベル・アーミティッジ）

2003年
- キディ・グレイド サウンドレイヤー 第3・5巻（ヴィラーゴ）
- 銀のヴァルキュリアス サウンドルネッサンス Vol.1・ 2（ルカ）
- SAKURA 〜雪月華〜シリーズ（草薙小雪）
- SAMURAI DEEPER KYOシリーズ（椎名ゆや）
- D.C. 〜ダ・カーポ〜シリーズ（白河ことり）
- 天正やおよろずシリーズ（迅伐）
- ななか6/17 オリジナルドラマCD「めもりーのーと」（雨宮ゆり子）
- ななか6/17 ヴォーカル&ドラマアルバム「うたう♪えほん」（雨宮ゆり子）
- 魔探偵ロキRAGNAROKシリーズ（大堂寺繭良）
- まもって守護月天!〜再逢〜 第1 - 3巻（フェイ）

2004年
- Inclusion 〜インクルージョン〜 初夏編（めぐみ、矢萩先輩、女子学生、少女）
- お姉ちゃんの3乗（鎌倉タケル）
- KAMUI〜カムイ〜（鈴村杏）
- キャラメル！ポリスアカデミー（彼岸花散子）
- 絢爛舞踏祭 ザ・マーズ・デイブレイクシリーズ（東原恵）
- コルセーア〜暁の女神〜（アウラ）
- 灼眼のシャナ ドラマディスク（シャナ）
- 紳士同盟†（天宮潮） - 『りぼん』12月号応募者全員サービス
- スクールランブル CD COLLECTION No.001 - 003 / SP.001（沢近愛理）
- スクールランブル：塚本天満 / 塚本八雲 / 周防美琴 / 沢近愛理（沢近愛理）
- センチメンタルプレリュード ドラマCD「夏の終わりのセレナーデ」〜前編〜 / 〜後篇〜（仁科あゆみ）
- ドラマCD AS〜エンジェリックセレナーデ（ステファ＝ランクレー）
- 少年ガンガンコミックCDコレクション ながされて藍蘭島 Vol.1・2（すず）
- ハーレムビートは夜明けまで 2・3（国立美景、八重崎さくら〈フランソワ〉）
- ドラマCDぱにぽに Vol.1 - 3（上原都）
- ドラマCDぱにぽにセカンドシーズン Vol.2・3（上原都）
- 封殺鬼 III - VI（秋川佐穂子）
- ホットギミック（成田初）
- ホットギミック II（成田初）
- マグナカルタ 〜覚醒編・戦場に咲いた花〜 / 〜激情編・復讐に燃えた花〜（リース）
- 瓶詰妖精イメージアルバム2「あさ・ひる・よる」（さらら）
- Rozen Maiden -ローゼン メイデン- ドラマCD（真紅）

2005年
- アンソロジードラマCD ToHeart 〜Remember my Memories〜 Vol.1「雨月山の鬼退治」（HMX-12マルチ）
- 1年777組（冬間きつね）
- 逆境ナイン（月田明子）
- 劇場版 AIR スペシャル・エディション 特典ドラマCD「神尾さんち」（少女）
- 汝子校戰艦シンフォニア −体験入学発進篇・上巻 / 下巻−（椎名涼子）
- スクールランブル：スクールランニング（沢近愛理）
- D.C.S.S. 〜ダ・カーポ セカンドシーズン〜シリーズ（白河ことり）
- ちとせげっちゅ!!（桜庭ちとせ）
- ちとせげっちゅ!!2（桜庭ちとせ）
- 東京魔人学園黄龍祭 第壱・弐巻（美里葵）
- ヴァンパイア騎士シリーズ（黒主優姫）
- 双恋 ドラマアルバム「twinkle bright」（一条薫子）
- Purism×Egoist VOL.1・2（ピズ）
- フルーツバスケットシリーズ（本田透）
- 撲殺天使ドクロちゃん（ドクロちゃん）
- MAHORA GIRLS VOL.2 劇中劇「巨乳シンデレラ」（佐々木まき絵） - 『魔法先生ネギま！ 2時間目 戦う乙女たち！ 麻帆良大運動会SP! 金メダル版』付属
- まほらば〜Heartful days ボーカル&ドラマアルバム「鳴滝荘へ、いらっしゃい」（茶ノ畑珠実）
- まほらば〜Heatful days「脇役天国…かも」（茶ノ畑珠実）
- Re:キューティーハニー CDドラマスペシャル「和」の巻 秋夏子探偵事務所：甘い四人の美女（如月ハニー / キューティーハニー）

2006年
- 乙女はお姉さまに恋してるシリーズ（宮小路瑞穂）
- かしまし 〜ガール・ミーツ・ガール〜 オリジナルCDドラマ（神泉やす菜）
- 絢爛舞踏祭 オリジナルドラマ1 武勇号DISC（東原恵）
- GOSICK -ゴシック-（セシル・ラフィット）
- 天然女子高物語 ドラマCD feat.Aice5（中野ちとせ）
- 魔法先生ネギま!ドラマCD Vol.3（佐々木まき絵）
- ワイルドライフ Vol.1・2（瀬能みか）

2007年
- アイドルマスター XENOGLOSSIA オリジナルドラマ vol.1 - 3（萩原雪歩）
- 咲-Saki- ドラマCD（宮永照）
- シャイニング・ウィンド ドラマCD Vol.1 - 4（呉羽冬華）
- ソード・ワールド へっぽこーず ドラマCD 語れ!へっぽこ冒険ロード（イリーナ・フォウリー）
- ながされて藍蘭島 ドラマCD vol.1 - 3（すず）
- 盗んで♥リ・リ・ス（リリーナ / リリス）
- LOVELESS Vol.3（銀華）

2008年
- コミックマーケット74 LIMITED CD「ひぐらしのなく頃に解」（羽入）
- サウンドドラマCD「魔法先生ネギま!」〜白き翼 ALA ALBA〜「言っておきたいことがある!」（佐々木まき絵）
- ゼロの使い魔 〜三美姫の輪舞〜 ドラマCD（シエスタ）

応募者全員サービス
- D.C.II S.S. 〜ダ・カーポII セカンドシーズン〜「聖夜のミスコン大作戦!」（朝倉由夢）
- とらドラ!シリーズ（櫛枝実乃梨）
- ドラマCD ひぐらしのなく頃に〜語咄し編2・3〜（羽入）

2009年
- Berry's ドラマCD Vol.2 - 4（2009年 - 2010年、伊豆野踊子）
- アクエリアンエイジ7周年記念ドラマCD付限定BOX 後編（弓削遙）
- 飴色紅茶館歓談 White engage（南城詩子） - コミックス第1巻限定版
- 飴色紅茶館歓談 pink princess（南城詩子） - 『百合姫』Vol.16付録
- アンソロジードラマCD「うみねこのなく頃に」2009 Winter（右代宮真里亞）
- アンソロジードラマCD「ひぐらしのなく頃に解」featuring「うみねこのなく頃に」（羽入、右代宮真里亞）
- S線上のテナ（メゾ）
- キサラギ 声優ver.（如月ミキ）
- 銀河ロイドコスモX IN ヒーロークロスライン ドラマCD（MEAN〈日暮夏鳴〉）
- KBS-TV版ドラマCD声優ver. 冬のソナタ VOL.1 - 最終話（チョン・ユジン）
- コミックマーケット75 Limited CD「ひぐらしのなく頃に解」featuring「うみねこのなく頃に」（羽入、右代宮真里亞）
- コミックマーケット76 Limited CD「ひぐらしのなく頃に」×「うみねこのなく頃に」（羽入、右代宮真里亞）
- 七人のツンデレ VOL.1・2（片山コロナ）
- D.C.I.F. 〜ダ・カーポ〜 イノセントフィナーレ ドラマCD ことりの結婚記念日 / ことりの新婚日記（白河ことり、ひな）
- 月夜のフロマージュ（めあり）
- TVアニメ『うみものがたり 〜あなたがいてくれたコト〜』 オリジナルドラマCD & イメージソング集「みんな、あいしてる!」（ウリン）
- ドラゴンクライシス!（マルガ）
- ドラマCD Doubt（ナレーション）
- ドルアーガの塔 〜the spoon of URUK〜（ファティナ）
- ドルアーガの塔 〜the fork of URUK〜（ファティナ）
- ナビゲーションドラマCD「うみねこのなく頃に」 Vol.1・2（右代宮真里亞）
- ぬらりひょんの孫（雪女）
- PandoraHearts ドラマCD1・2（シャロン＝レインズワース）
- P.S.すりーさんシリーズ（うぃーさん）
- 佰物語（羽川翼、ブラック羽川）
- Which Witch? キャラクターCD 01 - 04（藤凪千世）
- ペルソナ4シリーズ（里中千枝）
- 恋愛ラボ（真木夏緒）

2010年
- Re:バカは世界を救えるか?（能登原明日菜）
- えむえむっ!（結野嵐子）
- おとぎドラマ・オオカミさんと七人の仲間たち 『おおかみさんとおむすびころりん対決』（桐木アリス）
- けんぷファー ドラマアルバム（美嶋紅音）
- 三人娘の50物語 Vol.3 〜姫・くのいち・侍女〜（なでしこ）
- 好きっていいなよ。（新井美樹） - コミックス第6巻ドラマCD付き特装版
- 鳥籠学級（五色水溜）
- ぼく、オタリーマン。（図書委員）

2011年
- おとめ妖怪 ざくろ ドラマCD 活劇音盤 〜さき、共々と〜（鬼灯）
- お前のご奉仕はその程度か?（沙羅野王花）
- 子ひつじは迷わない 走るひつじが1ぴき・前編 / 後篇（竹田岬）
- 〆切様におゆるしを（ウスハ）
- TVアニメーション「ぬらりひょんの孫」音盤劇話抄（雪麗）
- DOG DAYS ドラマBOX vol.1 - 3（ミルヒオーレ・F・ビスコッティ）
- ドラマCD アスタロッテのおもちゃ!直哉SOS!!!（エフィ〈エルフレダ・ミルヤスドッティル〉）
- ドラマCD「快盗天使ツインエンジェル」 Vol.2・3・5（テスラ・ヴァイオレット）
- ドラマCD ひぐらしのなく頃に 皆殺し編 前編 / 後編（羽入）
- 猫神やおよろず ドラマCD 春夏秋冬スラップスティック（古宮柚子）
- らぶかの？ Episode.I 結川奈々（結川奈々）
- ワンド オブ フォーチュン2 〜時空に沈む黙示録〜ドラマCD 「巡り会えた奇跡」 / 「歓迎！ミルス・クレア病院」（ルル / 新米看護師ルル）

2012年
- 寄生彼女サナ（サナ）
- K ラジオドラマCD KD SIDE RED（櫛名アンナ）
- 恋するエクソシスト ドラマCD 〜やくそくのばしょ〜（笹岡佐々子）
- こえたま（穂坂透子） - コミックス第1巻CD付限定版
- この部室は帰宅しない部が占拠しました。（木滝恋子）
- さくら荘のペットな彼女 -椎名ましろのはじめてお世話-（赤坂龍之介）
- ゼロの使い魔F 妄想CD2 シエスタ&タバサ（シエスタ）
- ドラマCD ひぐらしのなく頃に解 祭囃し編 前編 / 中編 / 後篇（羽入）
- なれる!SE ドラマCD 60分で聴く新人SEのごくごく平均的な日常（カモメ）
- ふたりで一緒にシリーズ　一緒にクッキング　vol.6アイドルを独り占め編

2013年
- ゴールデンタイム ドラマCD（加賀香子）
- 地獄堂霊界通信（鳴神流華） - コミックス第6巻ドラマCD付き特装版
- さくら荘のペットな彼女 ドラマCD 第1 - 3巻（赤坂龍之介）
- TVアニメ「FAIRY TAIL」ドラマCD 1 名探偵ルーシィ〜鏡屋敷の連続妖精失踪事件〜（シャルル）
- バトスピ大好きスペシャルデッキ&ドラマセット2 ドラマCD「異界見聞録 完結編」（星の巫女クシナ）
- マジカルハロウィン4 -CROSSING HEART- DRAMA CD（アリス）

2014年
- あかやあかしやあやかしの アンソロジードラマCD3 線あそび（朔）
- 学園K Drama CD（櫛名アンナ）
- Hory Future（ティナ）
- TVアニメ『RAIL WARS!』 Dual Sound Drama CD（飯田奈々）
- はぢがーる（らぶりん101号）
- バトルスピリッツ ソードアイズ DVD-BOX ドラマCD「熱き想いのゆくえ ハクア対キザクラ！」（キザクラ・ククリ）
- モーテ -水葬の少女-（マノン）

2015年
- サウンドシアター モーテ－水葬の少女- First Chapter, ドラマCD モーテ〜水葬の少女〜（マノン）
- 金の彼女 銀の彼女（綾之峰英里華）
- K DRAMA CD RETURN OF KINGS PRELUDE BLUE&SILVER / RED&GREEN（櫛名アンナ）
- コンビニカレシ 中島帝と櫻小路正宗の場合（飛鳥井愛姫）
- 超次元大戦 ネプテューヌVSセガ・ハード・ガールズ 夢の合体スペシャル ドラマCD「楽屋裏のガールズ☆トーク」（ネプギア）
- ニーチェ先生〜コンビニに、さとり世代の新人が舞い降りた〜（塩山楓）
- 初恋モンスター（二階堂夏歩）
- ひまわりさん（先代ひまわりさん）
- ファタモルガーナの館III 〜あなたに寄り添う音の物語 銑鉄の章〜（マリーア・カンパネッラ）
- ボクとアリスと世界のおわり in WONDERLAND（ハートの王）
- 桃色大戦ぱいろん プレリュード Vol.1 アリスと姫花（姫花）
- 最強銀河 究極ゼロ 〜バトルスピリッツ〜 ドラマCD（DVD-BOX特典）（明の明星のエリス、キザクラ・ククリ）

2016年
- 君の膵臓をたべたい（山内桜良）
- 盾の勇者の成り上がり14.5（ラフタリア、ラフちゃん）
- TVアニメ「この素晴らしい世界に祝福を!」サントラ&ドラマCD Vol.1・3（ウィズ）
- ファンタシースターオンライン2 〜ハルコタン見聞録〜（スクナヒメ）
- 魔法つかいプリキュア! ドラマ&キャラクターソングアルバム ドリーム☆アーチ（十六夜リコ / キュアマジカル）
- ワンド オブ フォーチュンR ドラマCD 〜サバイバルドリーム〜（ルル）

2017年
- 狼陛下の花嫁（汀夕鈴） - コミックス第16巻特装版
- 狼陛下の花嫁（汀夕鈴） - 『LaLa』2017年6月号付録
- にゃんにゃんプレリュード・にゃんにゃんセレナーデ（ミー） - 『クズの本懐』BD・DVD特典

2018年
- プリンセスコネクト！Re:Dive PRICONNE CHARACTER SONG 02（サレン）

2019年
- ヴァンパイア騎士 memories特装版付録「最後の夜。目覚めの朝。」（玖蘭（黒主）優姫）

2020年
- この素晴らしい世界に祝福を！ 4 鈍ら四重奏 〜ナマクラカルテット〜Audible版（ウィズ他、KADOKAWA）

2021年
- ルミナシス ボイスドラマ Vol.01「pure love」 pure♡love（雲母あかる）
- 妖怪学校の先生はじめました！ Vol.2（歌川国子）
- 花物語Audible版（ナレーション）

2023年
- MAGNUS 01「ルミナシス」pure love ボイスドラマ & 主題歌付き雑誌風同人誌（雲母あかる）
- 扇物語Audible版（ナレーション）

### ラジオドラマ
- GRANDEEK（1999年、ティーア・オルブライアント）
- トリガー（1999年、ケイ）
- やまとなでしこ探偵事務所（1999年、やまとゆき）[649]
- 陽光煌く果てに（2000年、アリス）
- ラブリーエンゼル ユリ&ケイ（2006年、ユリ）
- ダーティペア91（2007年、ユリ）

### その他CD
- Club Rie-Rie #1（1999年） - トークコーナー

### 吹き替え
1990年代
- ベイウォッチ第4シーズン（1997年）
- フェリシティの青春（1999年）

2000年代
- 鬼教師ミセス・ティングル（2000年、トルーディ・タッカー〈リズ・スタウバー〉）
- テディ&アニー（吹き替え版） 第10話（2000年）
- 金魚のしずく（2001年、P〈ゼニー・クォック〉）
- ぼくとゾンビと秘密のハロウィン（2001年、デイナ・ステンソン〈ブリタニー・バーンズ〉）
- キス★キス★バン★バン（2002年、ミア〈マルティン・マカッチョン〉）
- キャロルの初恋（2002年、キャロル〈クララ・ラゴ〉）
- ザ・リング（2005年、サマラ・モーガン〈デイヴィ・チェイス〉）
- エヴァとステファンとすてきな家族（2003年、エヴァ〈エンマ・サミュエルソン〉）
- ヒットラー（2003年、ゲリ・ラウバル役）
- 太極神拳（2004年、クリスティー・チョン〈クリスティ・チョン (Christy Chung) 〉）
- 20.30.40の恋（2004年、シャオジエ〈アンジェリカ・リー〉）
- ダーク・ウォーター（2005年、セシリア・ウィリアムズ〈アリエル・ゲイド〉）
- 宮 -Love in Palace-（2006年、シン・チェギョン〈ユン・ウネ〉）
- ハイド・アンド・シーク 暗闇のかくれんぼ（2008年、エミリー〈ダコタ・ファニング〉）

2010年代
- ラブレイン（2012年、キム・ユニ、チョン・ハナ〈ユナ〉）

2020年代
- モールおじさんとチョコレート工場 (Papa Moll) （2021年、エフィ〈ルナ・パイアーノ〉）

### ナレーション

#### テレビ番組
- アニメマシテ スペシャル（2015年、テレビ東京）
- Club AT-X すずまお荘（2016年 - 、AT-X）[注 16]
- ありえへん∞世界（2016年 - 2018年、テレビ東京、ボイスオーバー）
- ワイルド・ドルフィンズ（2017年 - 、ナショナルジオグラフィックチャンネル）[651]

#### WEB動画番組
- アズールレーン音楽教養バラエティ番組『アズジャム』（2023年、「アズールレーン」公式YouTubeチャンネル[652]）

#### CM
- ナムコミュージアムVOL.5 ラジオCM（1997年）[18]
- セガゲームス『ラブひな 突然のエンゲージ・ハプニング』（2000年）
- マーベラス・エンターテインメント『ラブひなポケット』（2000年）
- ライコスジャパン『LYCOSメールで約束』篇・『クリスマス』篇（2000年）
- 白泉社『花とゆめ』（2001年）
- プリンセスソフト『SAKURA 〜雪月華〜』（2003年）
- ジェネオンエンタテインメント『To Heart Remenber my memories』DVDシリーズ（2004年）
- メディアワークス『双恋』（2004年）
- バンプレスト『マグナカルタ』（2004年）
- バンダイビジュアル『十兵衛ちゃん〜ラブリー眼帯の秘密〜』DVD-BOX（2004年）
- 角川書店『D.C. Four Seasons 〜ダ・カーポ〜 フォーシーズンズ』（2005年）
- キングレコード『ラブひな』DVD-BOX（2005年）
- バンプレスト『マグナカルタポータブル』（2006年）
- 週刊少年マガジン 魔法先生ネギま!（2007年3月度）
- スクウェア・エニックス『月刊少年ガンガン』（2007年4月度 - 9月度）
- 角川書店『D.C.II P.S. 〜ダ・カーポII プラスシチュエーション〜』（2009年）
- スクウェア・エニックス ガンガンコミックス『月刊少年ガンガン』
- スターチャイルド提供CM（2009年）
- 掟上今日子の備忘録×〈物語〉シリーズ コラボCM（2014年）
- コパン『古の女神と宝石の射手』（2015年、カストール）
- セガゲームス『オルタンシア・サーガ -蒼の騎士団』（2015年）
- コロプラ『白猫テニス』ダブルス対決篇（2016年）
- コロプラ『白猫プロジェクト』いつでもプレイ篇・あるある川柳 集合篇・あるある川柳 バンザイ篇（2016年 - 2017年、ナレーション、猫の声[653]）
- 角川スニーカー文庫『おにぎりスタッバー』（2017年）[654]
- BIJOUPIKO WebCM（2020年、女性の声[655]）
- 映画『砕け散るところを見せてあげる』予告編ナレーション （2020年）[656][657]
- ラストオリジン公式PVナレーション （2020年）[658]
- 書籍 忘却探偵シリーズ『掟上今日子の鑑札票』刊行記念告知（2021年4月）[659]
- パワフルプロ野球 栄冠ナイン クロスロード　テレビCM[660]とティザームービー[661]（2023年8月）
- ウマ娘プリティダービー新育成シナリオ「Reach for the stars プロジェクトL‘Arc」CM（2023年）[662]

### デジタルコミック
- ぬらりひょんの孫（2009年、雪女）
- PSYREN -サイレン-（2010年、雨宮桜子）
- 「フルーツバスケット」音声入りまんがDVD〜旅立ちの日、再び〜（2012年、本田透） - 『花とゆめ』24号応募者全員サービス
- 勝利の女神だって野球したい!（2014年 - 2015年、風間蒼依[663]）

### 舞台
- 『ライブ・ファンタジー「FAIRY TAIL」』（2016年4月30日 - 5月9日、サンシャイン劇場 / 7月1日 - 3日、上海・藝海劇院） - シャルル 役（声の出演）[664]
- 魔法つかいプリキュア！ミュージカルショー（2016年） - リコ / キュアマジカル役（声の出演）
- 荒牧慶彦俳優デビュー10周年記念公演 殺陣まつり〜和風三国志〜（2022年12月15日 - 18日、明治座）あらまとん劇場「明治座牧場 あらまとんの冒険」 - あらまとん役（声の出演）[665]

### ラジオ
※はインターネット配信。
- 斉藤一美のとんカツワイド（1996年 - 1997年、文化放送） - 週1回のコーナーレギュラー
- 古本新之輔 ちゃぱらすかWOO!（1997年、文化放送）[14]
- VOICE CREW（1998年、NACK5）
- SOMETHING DREAMS マルチメディアカウントダウン（1998年 - 2002年、文化放送他）
- ラジオどっとあい 脱!やまとなでしこ宣言（2000年、BBQR※）
- オレたちXXXやってま〜すNEXT（2000年、毎日放送）
- オレたちやってま〜す木曜日（2000年 - 2002年、毎日放送）
- 堀江由衣の天使のたまご（2002年 - 、文化放送他）
- マグナカルタRADIO（2004年、文化放送）
- 初音島放送局S.S.（2005年、アニメイトTV※・ランティスウェブラジオ※）
- ほっちゃん・ますみんのめろメロラジオ〜まほ・ぱに番外編〜（2005年 - 2006年、ドワンゴ・パケットラジオ）
- 佳奈・由衣・ゆかりのかしましらじお（2005年 - 2006年、BEAT☆Net Radio!※）
- Aice5 In Wonder RADIO（2006年 - 2007年、スタチャインターネットラジオ※）
- ゴチャ・まぜっ!月曜日（2008年 - 2009年、毎日放送）
- 堀江由衣のSay!You Young（2010年、超!A&G+※）
- みらいブンカ village「堀江由衣×浅野真澄の#とれとれ」（2019年 - 2024年、文化放送）
- 浅野真澄・堀江由衣のHappy Birthday わたしたち（2024年 - 、音泉※）[666]

### ラジオCD
- D.C. 〜ダ・カーポ〜 初音島放送局（2004年）ゲスト
- D.C. 〜ダ・カーポ〜 初音島放送局4（2004年）ゲスト
- 初音島放送局S.S. Vol.1（2005年）
- 魔法先生ネギま！DJCD「カンださん☆アイぽんのネギまほラジお Vol.1」（2005年）ゲスト
- 裏スクールランブル二学期 姫の帰還！ / メガネの聖戦！（2006年）ゲスト
- “春香とやよいの弥生式らじお”特別編〜友情だもん〜（2007年）ゲスト
- きいちゃって藍蘭島 海龍神社放送局 DJし〜でぃ 第3巻（2008年）ゲスト
- パパ聞き!RADIO Vol.1（2012年）ゲスト
- 【K】Webラジオ KR3rd Vol.2（2014年）ゲスト
- ひぐらしのなく頃に 奉 ラジオCD〜神様ラジオ、雛見沢の異界からこんにちは、なのです〜！〜（2014年）
- 【K】webラジオDJCD KR4th Vol.1（2015年）ゲスト
- この素晴らしいラジオに祝福を！ラジオDVD（2017年）
- Lv2からチートだった元勇者候補のまったり異世界ライフCD、DISC1：録り下ろしラジオCD（2024年）ゲスト[667]

### テレビ番組
※はインターネット配信。
- ビットワールド 番組内コーナー『思春期たぬきぽんぽこポコナ&ポコ太郎』（2016年、NHK Eテレ）美女ポンの声[注 17]
- 堀江由衣のおかしなティーパーティー（2017年、AT-X）[668][669]
- REAL⇔FAKE One Day's Diary 凪沙&征行編〈初回限定版〉(女の子の声[670][671]）
- 超人女子戦士 ガリベンガーV（2022年、テレビ朝日）ブイ子 の声[672]

### 特撮
- 千年王国III銃士ヴァニーナイツ（1999年、アリス・ラ・ゾアニスの声 / 君島セリア / 有栖川ゆう）
- 烈車戦隊トッキュウジャー（2014年 - 2015年、ワゴンの声[673][674][675]） - テレビシリーズ + 映画2作品[一覧 72] + Vシネマ

### 実写映画
- ハケンアニメ! 劇中アニメ『運命戦線リデルライト』（デル）

### パチンコ・パチスロ
2006年
- ランブルローズ（藍原誠 / ザ・ブラック・ベルト・デーモン）

2007年
- マジカルハロウィン（アリス・ウィッシュハート）

2009年
- パチスロ一騎当千2 Brilliant Battle（孫権仲謀）
- 快盗天使ツインエンジェル2（テスラ・ヴァイオレット）
- マジカルハロウィンR （アリス・ウィッシュハート）

2010年
- パチスロひぐらしのなく頃に祭（羽入）
- マジカルハロウィン2（アリス・ウィッシュハート）

2011年
- パチスロ 快盗天使ツインエンジェル3（テスラ・ヴァイオレット）
- マジカルハロウィン3（アリス・ウィッシュハート）

2012年
- パチスロ一騎当千3 Valiant Venus（孫権仲謀）

2013年
- パチスロ化物語（羽川翼）
- CRひぐらしのなく頃に頂（羽入）
- マジカルハロウィン4 （アリス・ウィッシュハート）

2014年
- うみねこのなく頃に（右代宮真里亞）
- パチンコCR化物語（羽川翼）
- CRぱちんこマジカルハロウィン （アリス・ウィッシュハート）
- パチンコモーレツ宇宙海賊（クーリエ）

2016年
- パチスロひぐらしのなく頃に絆（羽入）
- パチスロ偽物語（羽川翼）
- マジカルハロウィン5 （アリス・ウィッシュハート）

2017年
- CR戦国乙女〜花〜（千リキュウ）
- パチスロ輪るピングドラム（夏芽真砂子）
- ガールフレンド（仮）〜聖櫻学園メモリアル〜（真白透子）
- CR魔法先生ネギま!（佐々木まき絵）

2018年
- パチスロ烈火の炎 Flame of Recca（佐古下柳）
- マジカルハロウィン6 （アリス・ウィッシュハート）

2019年
- マジカルハロウィン7 （アリス・ウィッシュハート）

2021年
- パチンコ蒼穹のファフナー3（織姫）

2022年
- パチスロこの素晴らしい世界に祝福を！（ウィズ）

2023年
- Pフィーバーダンベル何キロ持てる？（立花里美）
- マジカルハロウィン8 （アリス・ウィッシュハート）

2024年
- パチスロ武装神姫（アーク））

2025年
- スマスロ マギアレコード 魔法少女まどか☆マギカ外伝（八雲みたま）
- e マギアレコード 魔法少女まどか☆マギカ外伝（八雲みたま）

### アプリ
- ゾンビくんおみくじ（2011年、フルチルチ代[683]）
- 美声秘書（2011年、大林京華[684]）
- 萌えテレ（2011年、瑞希楓[685]）
- サイバーマンガ1号（2011年、声の素材[686]）
- コンビニ情報声優ナビプラス!!（女子版）（2014年、永瀬藍[687]）
- まいにちコンパイルハート（2014年、ネプギア / パープルシスター[688]）
- 絵本スタジオ（2015年、白鳥のみずうみ、くるみわりにんぎょう、つるのおんがえし、ねむりの森のひめ、みつばちマーヤ[689]）

### CD-ROM
1990年代
- TECH Win OSアイドルWinちゃん（1998年-2002年、Winちゃん）
- TECH Win 付録CD-ROM「Voice Fan」（1998年 - 2003年）
- TECH Win 1999年7月号付録CD-ROM「クリックアイドル」（1999年、榎本麗香）
- Hi-Ge No.0 付録CD-ROM（1999年）

2000年代
- ラブひな デスクトップアクセサリ（2000年、成瀬川なる）
- TECH Win 2000年6月号（2000年、桜ヶ咲ふぶき）
- TECH Win 2001年7月号付録CD-ROM「クリックアイドル」（2001年、サフィー）
- TECH Win 2001年2〜5月号　エンジェリックコンサート 〜サイドストーリーズ〜〈デジタルノベル〉（2001年、サフィー＝スィーニー）
- デスクトップのメイドさん 第4巻 ミリィ（2000年、ミリィ）
- ラブひな デジタルTOYBOX（2001年、成瀬川なる）
- LOVE HINA 0→14（ゼロフォーティーン）（2002年、成瀬川なる）
- ビストロ・きゅーぴっと デスクトップアクセサリー集 for Windows（2002年、ラベンダ・スウィート）
- シスター・プリンセス 〜デスクトップアクセサリー〜（2001年、咲耶）
- 汝子校戰艦シンフォニア システムボイス（2003年、椎名涼子）
- シスター・プリンセスRe Pure デスクトップアクセサリー（2003年、咲耶）
- 魔法先生ネギま！ アクセサリ集 〜課外授業〜（2004年、佐々木まき絵）
- スクールランブル「SOUND SCHOOL」特典CD-ROM（2005年、沢近愛理）
- D.C.S.S.〜ダ・カーポ セカンドシーズン〜 PCボイスアクセサリー1（2005年、白河ことり）
- 魔法先生ネギま！ FUN DISC 麻帆良祭（2006年、佐々木まき絵）
- 魔法先生ネギま！ 麻帆良学園中等部2-A：すぺしゃるCD-ROM（2006年、佐々木まき絵）

### その他コンテンツ
- ぷらネットウォーカー ver3.0（音声ガイダンス）
- ファミリーマート研修ビデオ（1997年、鈴木良子）
- クラリオン カーナビ ダウンロードボイス（2011年、白山可奈[691][692]）
- 時報ちゃん（2011年）[693]
- VTuber咲耶（2020年 - )
- AVIOT×物語シリーズ コラボレーションイヤホン「TE-D01v-MGK / TE-D01v-MGT」蕩モデルキャラクターボイス（2023年、羽川翼[694]）

音声ガイド
- 久喜総合文化会館 プラネタリウム（1999年、ハルカ）
- NAVIEW 2（1999年、音声ガイダンス）
- 島根県立しまね海洋館アクアス 冒険の海（2000年、ナビゲーター）
- 星空のニックネーム 〜星空の思い出〜（2002年、あやか〈彩香〉　新潟市立自然科学館内のプラネタリウム(6月2日まで)、群馬県生涯学習センター 少年科学館プラネタリウム(6月9日まで)で上映）
- 迷!?探偵クリスシリーズ（2002年 - 2013年、クリス　安城市文化センター内のプラネタリウムで上映。2002年から2013年にかけて、シリーズ9作）
- 眉山ロープウェイガイダンス がくえんゆーとぴあ まなびストレート！（2007年、天宮学美）
- 氷の火山〜太陽系の活火山〜（2017年 - 、島根県立三瓶自然館サヒメル内のプラネタリウムで上映）[695]

PV
- 森羅万象（オムニア）を統べる者 スペシャルPV（2012年、ナレーション[696]
- ゼロマキナ（2015年、シーエ[697][698]）
- 昼夜伝（2015年、ユナ）
- ワイヤレスノイズキャンセルヘッドホン AH-GC20 P4Dスペシャルエディション（2015年、里中千枝）
- コエスタ2 PV（2016年、ナレーション[699]）
- 西尾維新大辞展（2017年、掟上今日子 [700]）
- まちのおくすり屋さんソースミート診療所（仮）PV（2019年）[701]
- PV「ホヅミ先生と茉莉くんと。」【電撃文庫朗読してみた】（2021年、朗読[702]）
- PV「川上稔 短編集 パワーワードのラブコメが、ハッピーエンドで五本入り 1」【電撃文庫ボーンデジタル朗読してみた】（2021年、朗読[703]）
- PV「声優ラジオのウラオモテ」【電撃文庫朗読してみた】（2021年、朗読[704]）
- MV「メメントモリ」Song. 井上苑子「さよなら」（Special Ver.）（2022年、CV.[705]）
- パワフルプロ野球 栄冠ナイン クロスロード　プロモーションムービー（2023年、咲道しるべ[706]）

## 作品

### タイアップ曲
| 楽曲                         | タイアップ | 時期   |
| ---------------------------- | --- | ------ |
| my best friend               | テレビアニメ『鉄コミュニケイション』オープニングテーマ | 1998年 |
| Dear mama                    | テレビアニメ『鉄コミュニケイション』エンディングテーマ | 1998年 |
| brand-new コミュニケイション | テレビアニメ『鉄コミュニケイション』イメージソング | 1999年 |
| 約束〜eternal promise〜      | ラジオ番組『あいまいステーション』およびラジオドラマ『陽光煌く果てに』エンディングテーマ                                                                                            | 2000年 |
| Love Destiny                 | テレビアニメ『シスター・プリンセス』オープニングテーマ | 2001年 |
| 翼                           | テレビアニメ『シスター・プリンセス』エンディングテーマ | 2001年 |
| この指とまれ                 | 文化放送系列ラジオ番組『堀江由衣の天使のたまご』初代エンディングテーマ | 2001年 |
| キラリ☆宝物                  | OVA『ラブひなAgain』オープニングテーマ | 2002年 |
| be for you, be for me        | OVA『ラブひなAgain』エンディングテーマ | 2002年 |
| ALL MY LOVE                  | テレビアニメ『陸上防衛隊まおちゃん』オープニングテーマ 文化放送系列ラジオ番組『堀江由衣の天使のたまご』初代オープニングテーマ                                                       | 2002年 |
| It's my style                | テレビアニメ『陸上防衛隊まおちゃん』エンディングテーマ | 2002年 |
| Romantic Flight              | 文化放送系列ラジオ番組『堀江由衣の天使のたまご』2代目オープニングテーマ | 2003年 |
| Angel 恋をした               | 文化放送系列ラジオ番組『堀江由衣の天使のたまご』2代目エンディングテーマ | 2003年 |
| 心晴れて 夜も明けて          | テレビアニメ『十兵衛ちゃん2〜シベリア柳生の逆襲〜』エンディングテーマ | 2004年 |
| A Girl in Love               | DVD『シスター・プリンセスRePure Characters 咲耶』オープニングテーマ | 2004年 |
| スクランブル                 | テレビアニメ『スクールランブル』オープニングテーマ（第25話はエンディング） OVA『スクールランブルOVA 一学期補習』オープニングテーマ OVA『スクールランブル 三学期』オープニングテーマ | 2004年 |
| ヒカリ                       | テレビアニメ『いぬかみっ!』オープニングテーマ | 2006年 |
| Days                         | テレビアニメ『ながされて藍蘭島』オープニングテーマ | 2007年 |
| Say cheese!                  | テレビアニメ『ながされて藍蘭島』前期エンディングテーマ | 2007年 |
| 恋する天気図                 | テレビアニメ『ながされて藍蘭島』後期エンディングテーマ | 2007年 |
| バニラソルト                 | テレビアニメ『とらドラ!』前期エンディングテーマ | 2008年 |
| I my me                      | Webラジオ『とらドラジオ!』エンディングテーマ テレビ東京『あにてれ Presents アニソンぷらす+』2008年11月度エンディングテーマ                                                          | 2008年 |
| silky heart                  | テレビアニメ『とらドラ！』後期オープニングテーマ | 2009年 |
| YAHHO!! かなめもVer.         | テレビアニメ『かなめも』エンディングテーマ | 2009年 |
| インモラリスト               | テレビアニメ『ドラゴンクライシス!』オープニングテーマ 情報番組『Club AT-X だぶるあ〜る』『AG学園 あに☆ぶん』2011年2月度エンディングテーマ                                           | 2011年 |
| True truly love              | オンラインゲーム『ディビーナ』テーマソング | 2011年 |
| PRESENTER                    | テレビアニメ『DOG DAYS』エンディングテーマ | 2011年 |
| DEAR FUTURE                  | テレビアニメ『輪るピングドラム』第10話エンディングテーマ | 2011年 |
| Coloring                     | テレビアニメ『パパのいうことを聞きなさい!』エンディングテーマ | 2012年 |
| 夏の約束                     | テレビアニメ『DOG DAYS'』エンディングテーマ | 2012年 |
| Golden Time                  | テレビアニメ『ゴールデンタイム』前期オープニングテーマ | 2013年 |
| Sweet & Sweet CHERRY         | テレビアニメ『ゴールデンタイム』前期エンディングテーマ | 2013年 |
| The♡World's♡End              | テレビアニメ『ゴールデンタイム』後期オープニングテーマ | 2014年 |
| 半永久的に愛してよ♡          | テレビアニメ『ゴールデンタイム』後期エンディングテーマ | 2014年 |
| Stand Up!                    | スマートフォン用ゲーム『白猫プロジェクト』主題歌 | 2014年 |
| この場所で                   | OVA『みツわの』主題歌 | 2014年 |
| Stay With Me                 | テレビアニメ『DOG DAYS"』エンディングテーマ | 2015年 |
| ヒーローじゃなくていい       | テレビアニメ『それが声優!』劇中歌 | 2015年 |
| アシンメトリー               | テレビアニメ『K RETURN OF KINGS』オープニングテーマ | 2015年 |
| Adieu                        | テレビアニメ『SHAMAN KING』第2弾エンディングテーマ | 2021年 |
| Calida Lux                   | スマートフォン用ゲーム『白猫プロジェクト』七周年記念イベントメインテーマ | 2021年 |
| 虹が架かるまでの話           | テレビアニメ『先輩がうざい後輩の話』エンディングテーマ | 2021年 |
| 秘密の庭のふたり             | テレビアニメ『最近雇ったメイドが怪しい』エンディングテーマ | 2022年 |

## ライブ・イベント

### その他
- 大ゆーたく祭2016in舞浜アンフィシアター〜私立友拓学園〜（2016年9月11日、舞浜アンフィシアター[708][709]）ゲスト出演
- 坂本真綾 IDS! EVENT 2017 TODAY'S SPECIAL（2017年10月1日、Zepp DiverCity Tokyo〈東京都〉）ゲスト出演
- 清竜人ハーレム♡フェスタ 2019（5月25日、東京・新木場STUDIO COAST）ゲスト出演[710][711]